# Іван Хреститель
Іва́н (Іоа́нн, Йоа́нн, Є́г'я) Хрести́тель (дав.-гр. Ἰωάννης ὁ βαπτίζων, грец. Ιωάννης ο Βαπτιστής, івр. יוחנן המטביל, лат. Ioannes Baptista; близько 6 р. до н. е., Ейн-Керем — бл. 30, Махерон) — у християнстві попередник Ісуса Христа, що пророкував його пришестя, жив у пустелі аскетом і згодом проповідував хрещення покаянням для юдеїв, хрестив у водах Йордану Ісуса Христа. Обезголовлений царем Іродом Антипою через намовляння Іродіади. Пророк, мученик, один з найбільших святих. Також — Іван (Йоанн, Іоанн) Предтеча.
Про пророка Ісус Христос казав: «Поправді кажу вам: Між народженими від жінок не було більшого над Івана Христителя! Та найменший у Царстві Небеснім той більший від нього!» (Мт. 11:11).

## Біографія

### Народження

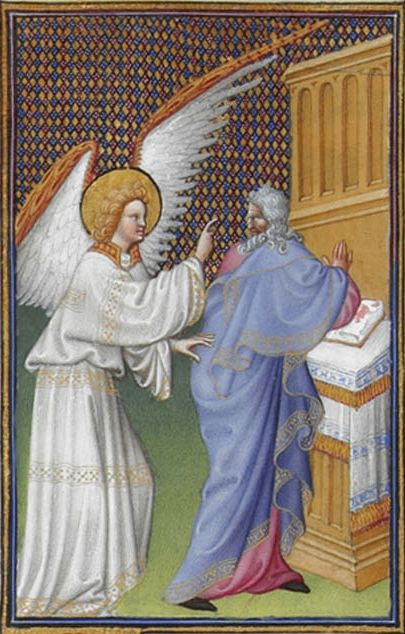
Архангел Гавриїл з'являється Захарії (Франція, XV ст.)

Про народження Івана Хрестителя відомо лише з Євангелія від Луки. З нього відомо, що пророк Іван Хреститель був сином священника Захарії що з черги священника Авії, і праведної Єлизавети з роду Аарона (Лк. 1:5) — родички Пресвятої Богородиці. І обоє вони були праведні перед Богом, бездоганно виконуючи заповіді й постанови Господні. А дітей не мали вони, бо Єлисавета неплідна була, та й віку обоє похилого. Під час черги служіння Захарії у Єрусалимському Храмі йому випала служба жертвувати кадила на вівтарі, що відбувалося двічі на день (за жеребом визначались різні завдання священників у святині). Вівтар кадила був у Святому Святих, куди мали входити тільки священники. Архангел Гавриїл був посланий Богом сповістити йому про народження сина. Архангел став поруч кадильного жертовника і сказав: «Не бійся, Захаріє, бо почута молитва твоя, і дружина твоя Єлисавета сина породить тобі, ти ж даси йому ймення Іван» (Лк. 1:13). Ім'я Іван тоді означало — Ягве був милостивий. Захарія не повірив ангелові і за це був покараний німотою, аж до того дня поки це не здійснилось. Євангеліст Лука паралельно оповідає і Благовіщення Пресвятої Богородиці (Лк. 1:26–38). Марія дізналася з уст ангела про вагітність Єлизавети і пустилася в дорогу, щоб відвідати родичку. Місце проживання Захарії та Єлисавети достеменно невідоме. Лише з Євангелія знаємо, що Марія пішла у «...гірську околицю, в місто Юди» (Лк. 1:39). Церковне передання каже, що це сучасне селище Ейн-Керем, розташоване близько 7 км на південний захід від Єрусалима. Єлизавета зустріла Марію словами:
«Коли ж Єлизавета зачула Маріїн привіт, затріпотала дитина в утробі її.
І Єлизавета наповнилась Духом Святим, і скрикнула голосом гучним, та й прорекла:
Благословенна Ти між жонами, і благословенний Плід утроби твоєї!
І звідкіля мені це, що до мене прийшла мати мого Господа?» (Лк. 1:41–43).
 Так Єлизавета дізналась, що її таємниця викрита, але водночас і дізналась про секрет Марії та признала в ній матір Господа.
Марія перебувала у Єлизавети три місяці, тобто аж до народження Івана Хрестителя. Не відомо, чи вона залишилася в домі при народженні. І от у благочестивого подружжя, до похилої старості позбавленого розради мати дітей, нарешті народжується син, якого вони випросили у молитвах. Іоан Хреститель народився неподалік Єрусалима в містечку Ютта. На восьмий день, як приписував закон, треба було обрізувати новонародженого та дати йому ім'я. Над іменем вийшла суперечка. Як правило давали ім'я діда, щоб продовжити родову ознаку. Однак зважаючи на похилий вік батька, хотіли назвати новонародженого його ім'ям — Захарія.
Тільки Єлизавета не погоджувалась. Хотіла назвати Іван і знала чому. Постанову матері могла змінити тільки постанова батька. Німий Захарія попросив воскову табличку: «Попросивши ж табличку, написав він слова: Іван імення йому. І всі дивувались. І в тій хвилі уста та язик розв'язались йому, і він став говорити, благословляючи Бога!» (Лк. 1:63–64). Захарія заговорив і благословив Бога і знак доказу і очищення його, даний ангелом, виконав своє завдання.
За милістю Божою Іван уник смерті серед тисяч убитих немовлят у Вифлеємі та його околицях. Про подальше життя Івана Хрестителя нічого достеменно не відомо. Євангеліст Лука, пропустивши юнацькі роки Івана, робить крок уперед, лише кажучи: «Дитя ж росло й скріплялося на дусі та перебувало в пустині аж до свого об'явлення Ізраїлеві» (Лк. 1:80).
Про смерть Захарії, як вважають Василий Великий, Григорий Богослов та деякі ін., повідомляє Євангеліст Матвій, що він був замордований «між храмом і жертівником» (Мт. 23:35).

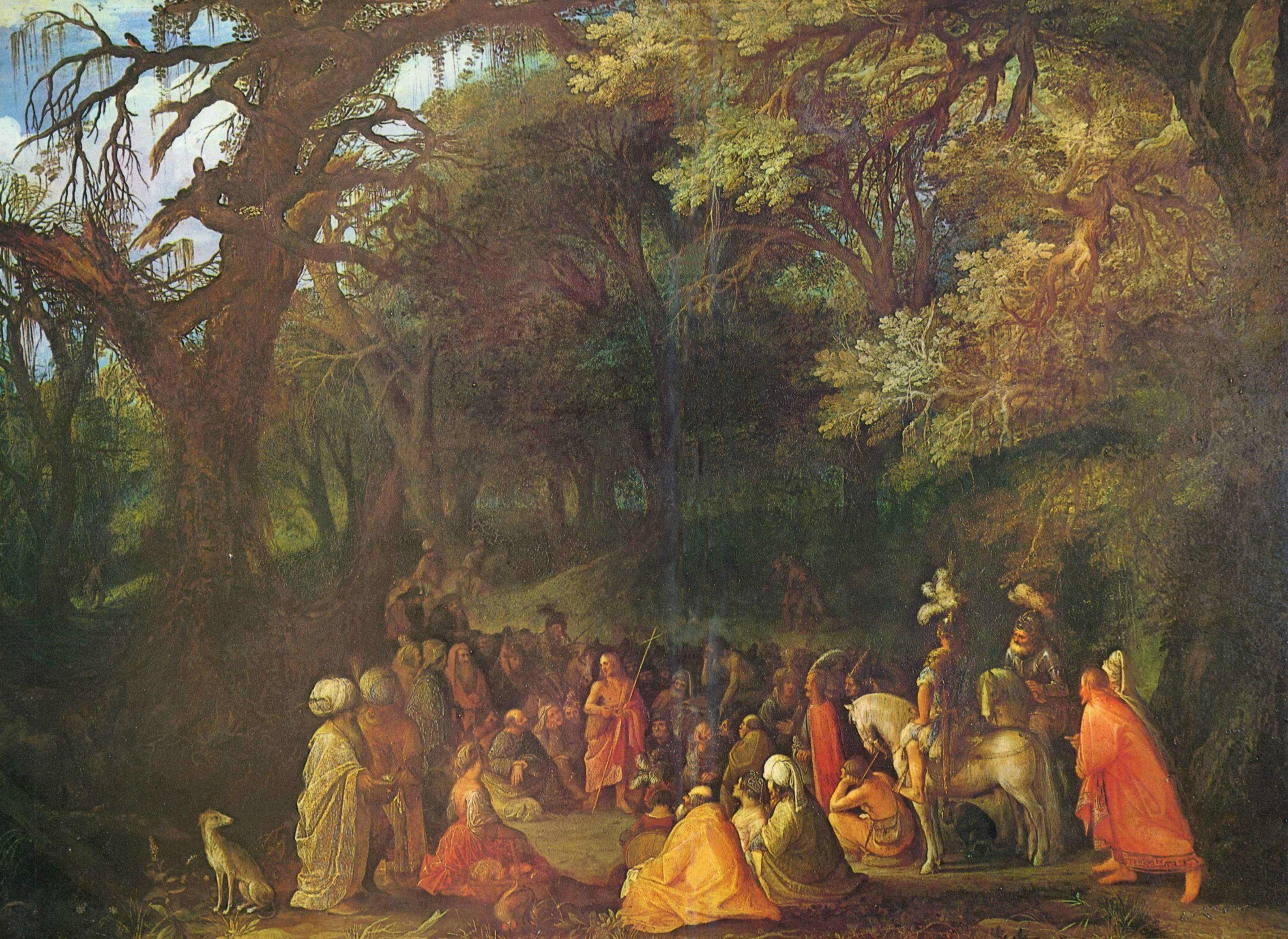

### Місце і час служіння

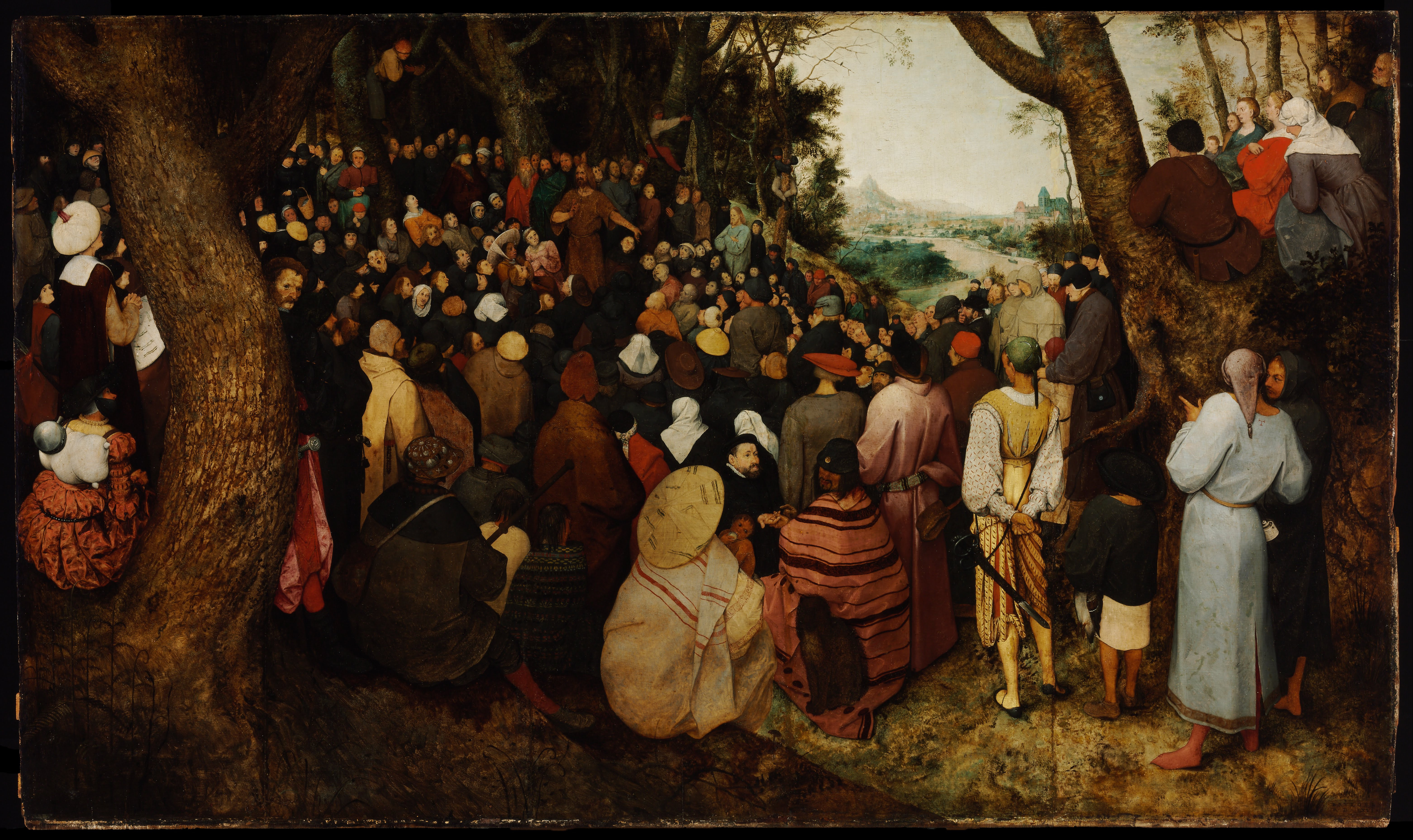
Проповідь Івана Хрестителя, 1566 Пітер Брейгель Ст.

За Євангелістом Лукою початок діяльності Івана Хрестителя припадає «У п'ятнадцятий рік панування Тиверія кесаря, коли Понтій Пілат панував над Юдеєю, коли в Галілеї тетрархом був Ірод, а Пилип, його брат, був тетрархом Ітуреї й землі Трахонітської, за тетрарха Лісанія в Авіліні, за первосвященників Анни й Каяфи було Боже слово в пустині Іванові, сину Захарія» (Лк. 3:1). Ця цитата вказує на 27—28 роки, як роки його служіння.
Іван переважно проповідував вздовж Йордану в тій частині русла річки, що була найближче до Єрусалиму, тобто біля її витоків до Мертвого моря. Деколи він переходив на інше місце, коли берег річки ставав слизький від дощів, чи течія ставала сильна. Він тоді вибирав два інші місця — Витанія за Йорданом (Ів. 1:28) чи Айноні біля Салиму (Ів. 3:23), який був відомий на місці за 12 км від Бейсану (Скитополя). Про ці місця також свідчить той факт, що Ірод Антипа мав право схопити Івана Хрестителя лише на східній частині Йордану в Переї, де були його володіння (Мр. 6:17–29).

### Пророче служіння

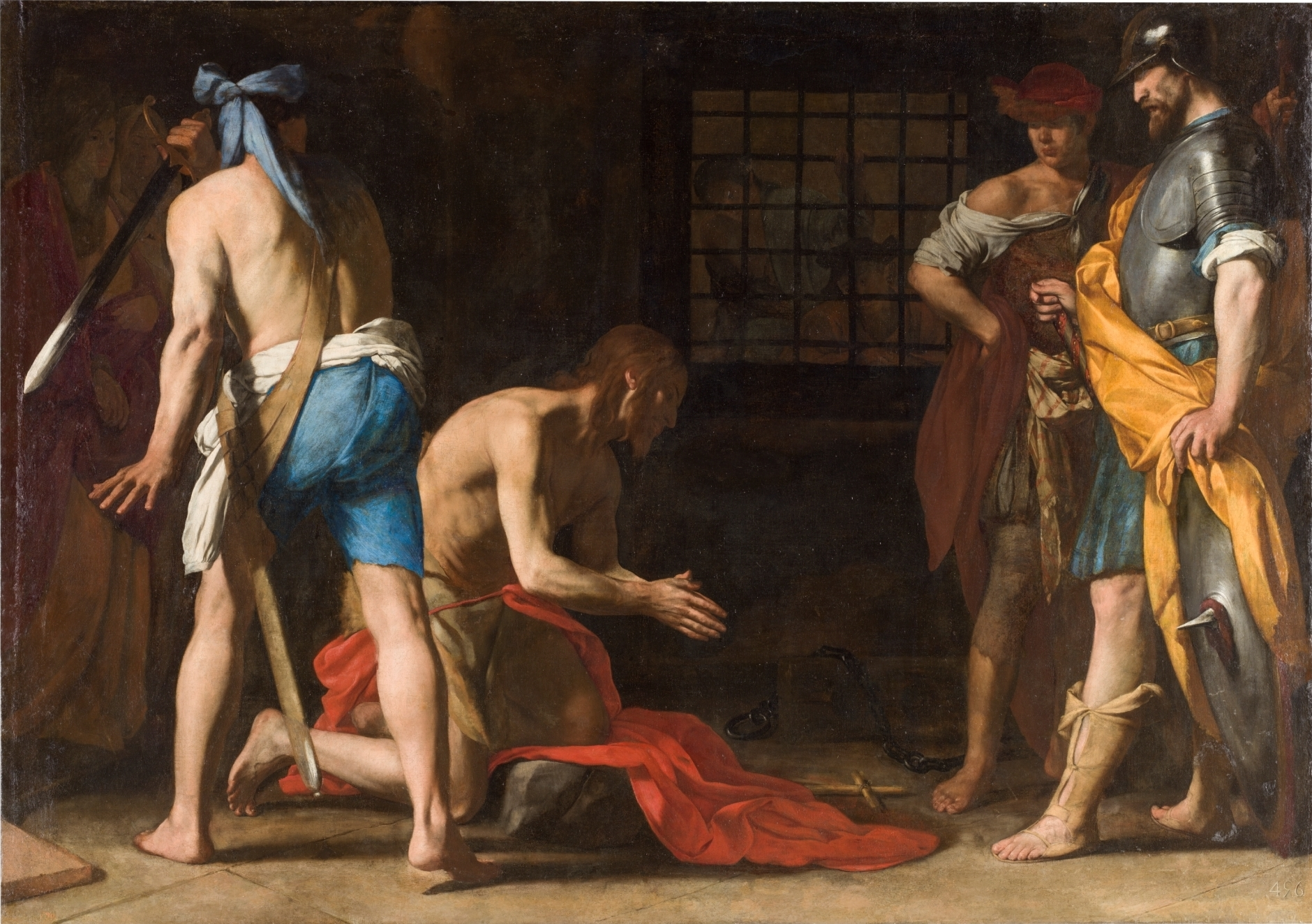
Усікновення глави Іоанна, 1635 Массімо Станціоне

Коли Іванові виповнилося 30 років, на п'ятнадцятому році правління імператора Тиберія — «...було Боже слово в пустині Іванові, сину Захарія». Корячись цьому покликанню, пророк Іван з'явився на берегах Йордану, щоб приготувати народ до прийняття очікуваного Месії (Христа) і стати «голосом Того, що кличе в пустині». Його слова впали на зораний ґрунт і відразу знайшли широкий відгук. До річки у великій кількості сходився народ для обряду поринання у води Йордану — річки, яка здавна вважалася межею Святої Землі. Коли поганин приєднувався до старозавітної церкви, над ним також здійснювали обряд обмивання — хрещення. Іван вимагав це від юдеїв, на знак того, що вони народилися для нового життя, для приготування до Царства Божого. Тому його називали Хаматвілом — Хрестителем.

Багатьом юдеям не подобалося, що їм пропонують пройти через обряд обмивання та відречення від гріхів, ніби вони неофіти. Хіба причетність до народу Божого не освячена сама по собі? Іван виголосив: «не народження робить синами Завіту, а вірність заповідям Божим». Тут і звертався до них Іван, проповідуючи покаяння та хрещення на відпущення гріхів та Суд над світом. Сутність його 

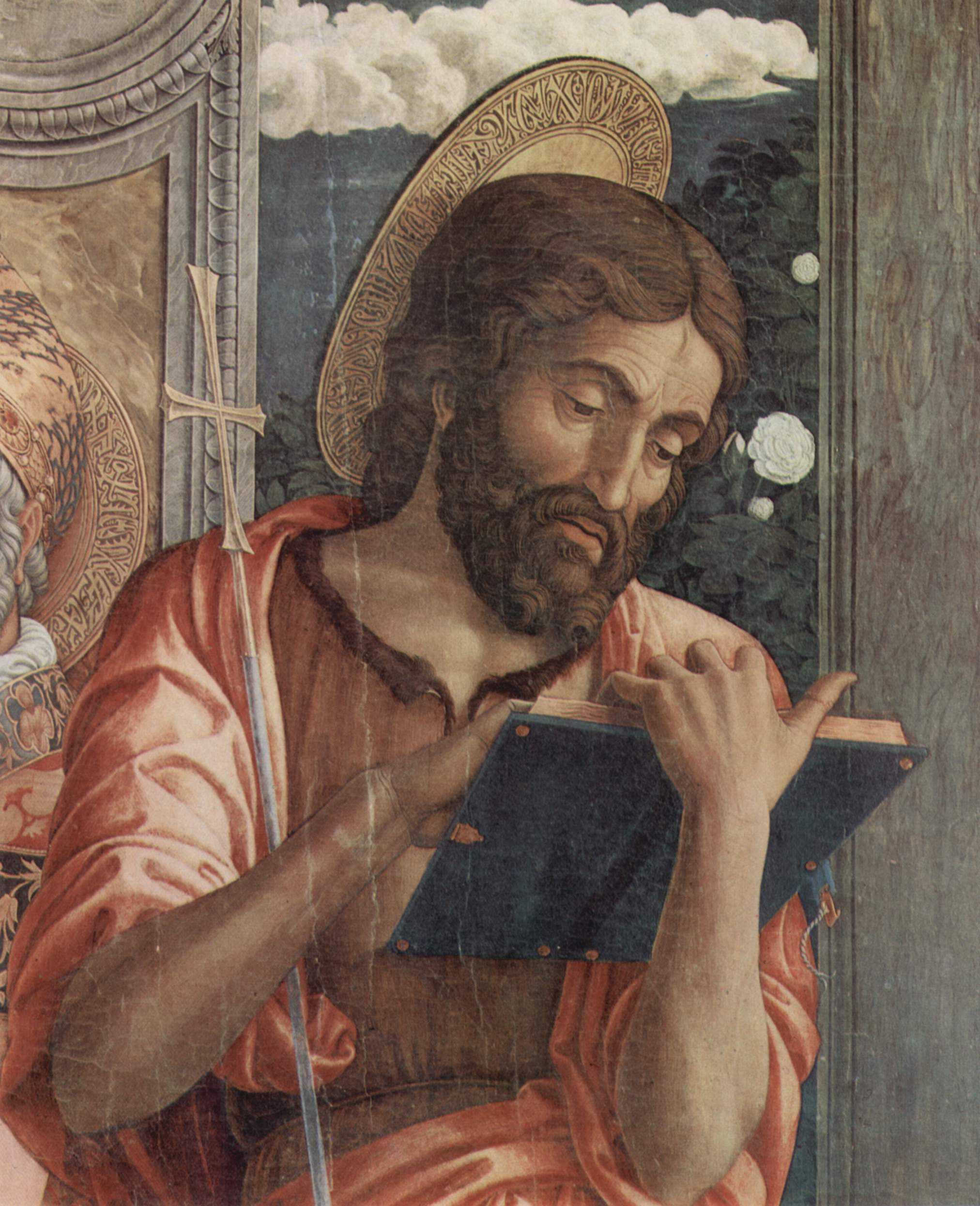
Іван Хреститель (Андреа Мантенья, 1459)

проповіді полягала в тому, що перш ніж одержати зовнішнє обмивання, люди повинні очиститись духовно, і в такий спосіб приготувати себе до прийняття Євангелія. Коли він побачив на березі книжників та промовив до них різко:

А Іван говорив до людей, хто приходив, хреститися в нього: Роде зміїний, хто навчив вас тікати від гніву майбутнього?
Отож, учиніть гідний плід покаяння. І не починайте казати в собі: Маємо батька Авраама. Бо кажу вам, що Бог може піднести дітей Авраамові з цього каміння.
Бо вже он до коріння дерев і сокира прикладена: кожне ж дерево, що доброго плоду не родить, буде зрубане та до огню буде вкинене. (Лк. 3:7-9)

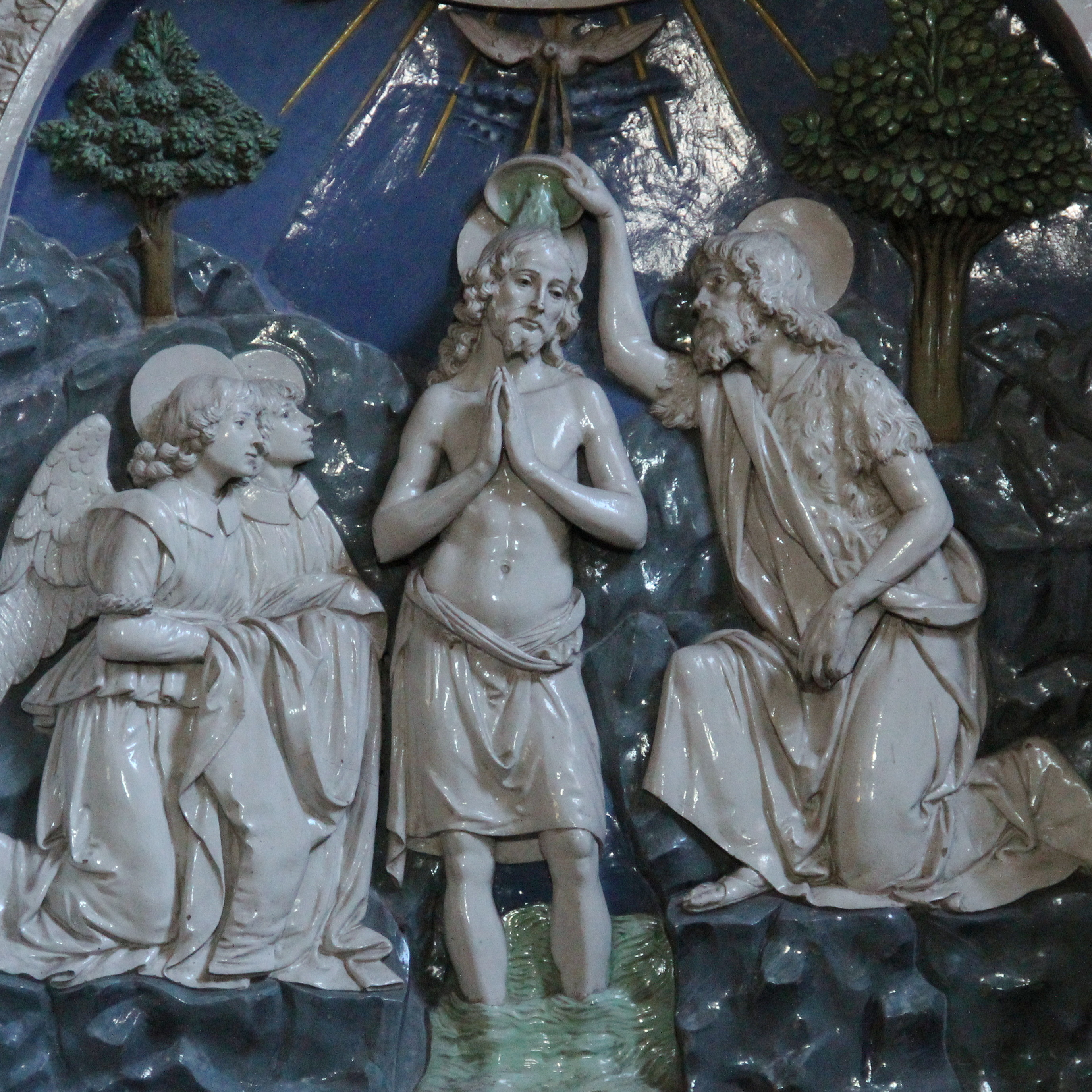
Хрещення Господнє, 1518 Андреа делла Роббіа (Санта-Фйора)

Іван Хреститель вимагав переоцінки всього життя і докоряв за легковажність тим, хто думав, що самого обряду хрещення достатньо для прощення гріхів. Перед хрещенням люди сповідували свої гріхи. За свідченнями Йосипа Флавія, Іван вчив людей вести «чистий спосіб життя, бути справедливими один до одного і шанобливими до Предвічного». Він мало говорив про ритуали, а передовсім ставив моральний обов'язок людини: «У кого дві сорочки — нехай дасть вбогому; а хто має поживу — нехай робить так само».
Невдовзі навколо Івана зібралася громада, якій він дав свої правила і молитви. На ім'я відомі лише двоє його учнів: Андрій з Витсаїди та Іван син Заведеїв. Обидва були рибалками і прийшли з берегів Галілейського моря. Вплив Івана постійно зростав. Стривожився Ірод Антипа і у синедріоні. Були відряджені священники з повноваженнями до нього. «Сказали ж йому: Хто ж ти такий? щоб дати відповідь тим, хто послав нас. Що ти кажеш про себе самого? Відказав: Я голос того, хто кличе: В пустині рівняйте дорогу Господню, як Ісая пророк заповів» (Ів. 1:22–23). На запитання «Чому ж ти хрестиш?» вони почули відповідь повну покори і віри, яка чітко визначила покликання Івана як Предтечі Хреста:

26 Відповів їм Іван, промовляючи: Я водою хрищу, а між вами стоїть, що Його ви не знаєте.
27 Він Той, Хто за мною йде, Хто до мене був, Кому розв'язати ремінця від узуття Його я негідний. (Ів. 1:26–27)

16 Іван відповідав усім, кажучи: Я хрищу вас водою, але йде ось Потужніший за мене, що Йому розв'язати ремінця від Його взуття я негідний, Він христитиме вас Святим Духом й огнем!
17 У руці Своїй має Він віячку, і перечистить Свій тік: пшеницю збере до засіків Своїх, а полову попалить ув огні невгасимім. (Лк. 3:16—17)

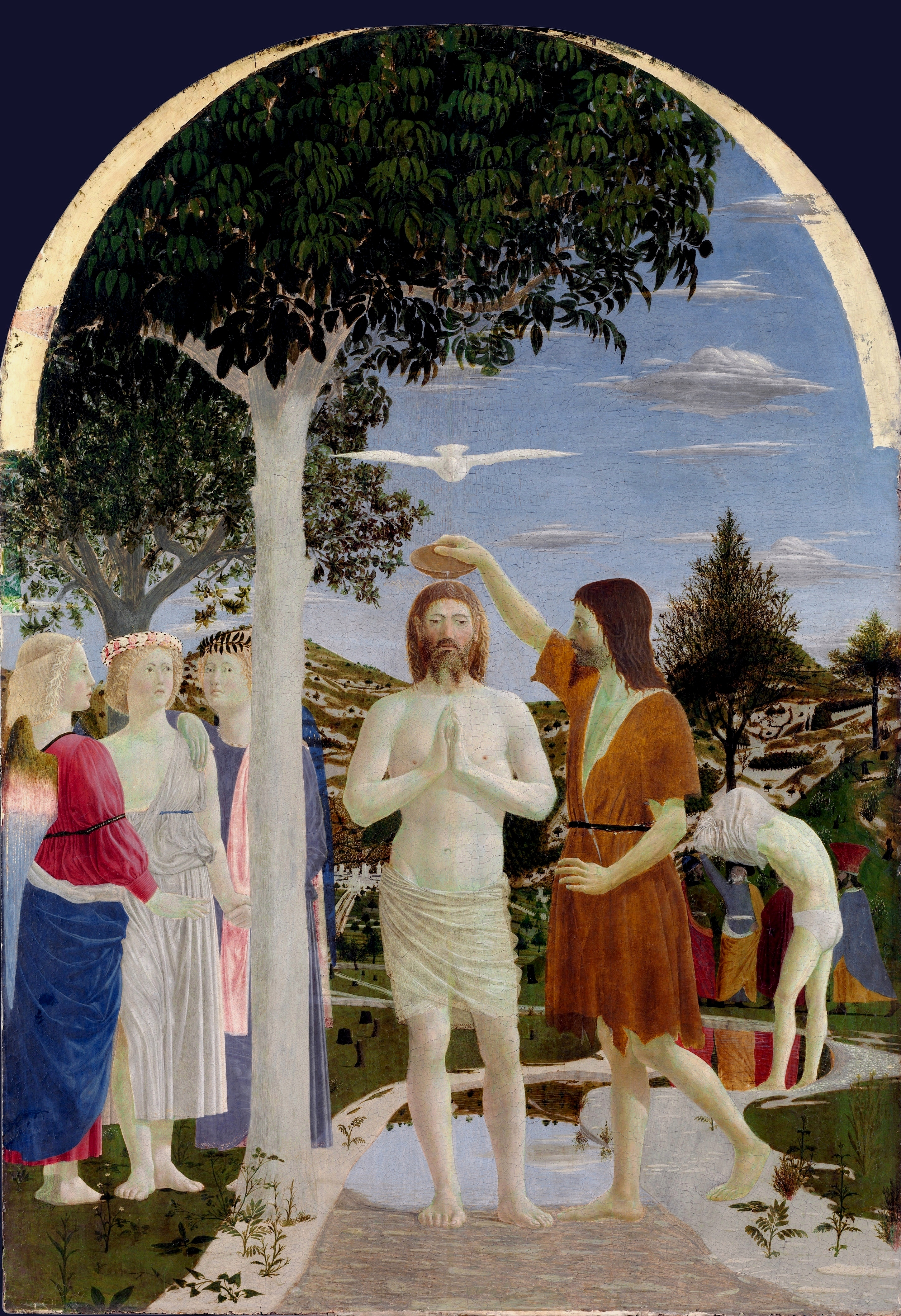
Хрещення Ісуса, ~1448–50 П'єро делла Франческа

Тому Іванове хрещення у воді було підготовчим за своїм характером, бо ті, хто хрестився у Івана, давали обіцянку прийняти Того, Хто йде за ним, тобто Ісуса Христа, Який хреститиме Духом Святим.
Слухаючи Предтечу, народ постійно перебував у чеканні. Багатьом було відомо, що Ісус тривалий час перебуває невпізнаним, тому слова Івана: «Він стоїть серед вас» заставили серця прискорено битися. І в цей час серед юрби на березі з'явився Чоловік з Назарету. Він разом з всіма готувався прийняти хрещення від Івана. Коли Іван підійшов до води, всіх вразили дивні слова, звернені до Галілеянина: «Я повинен хреститися від Тебе і чи Тобі йти до мене?». Відповідь Ісуса: «Допусти це тепер, бо так годиться нам виповнити усю правду» (Мт. 3:15) нічого не пояснила оточенню, але для Івана мала певний зміст — і він погодився здійснити обряд. У ту мить, коли Ісус стояв у річці і молився, сталося щось таємниче, про що пізніше Іван Богослов скаже: «І свідчив Іван, промовляючи: Бачив я Духа, що сходив, як голуб, із неба, та зоставався на Ньому. І не знав я Його, але Той, Хто христити водою послав мене, мені оповів: Над Ким Духа побачиш, що сходить і зостається на Ньому, це Той, Хто христитиме Духом Святим. І я бачив, і свідчив, що Він Божий Син!» (Ів. 1:32–34).

### Діяльність
Діяльність Іоана Хрестителя виявлялася насамперед у проповіді покаяння та наближення Царства Небесного. Євангеліст Матфей оповідає про це так: І каже (Іоан): покайтеся, наблизилось-бо Царство Небесне (3:2). Каяття — це щиросердне усвідомлення та визнання гріхів. Покаяння постає від жалю й скорботи (2 Кор.  7:10) і має передумовою неодмінне рішення покинути гріховну путь і провадити далі життя праведне. Іоан Хреститель, проповідуючи покаяння, закликав юдеїв залишити своє порочне життя і почати життя чисте, бо вже наблизилося Царство Небесне.
Вирази — Царство Небесне, Царство Боже, Царство Христове — часто зустрічаються в новозавітних книгах і означають, по суті, одне і те саме, тобто Царство благодаті на землі, в Церкві Христовій, і Царство слави на небесах; перше — як початок, друге — як повне завершення й закінчення. Пророки в Старому Завіті провіщали це Царство — Царство Месії (наприклад, Іс. 11:1–10; Єр. 31:31; Дан. 7:13–14 та ін.). Однак перед пришестям Христа юдеї, занадто грубо й чуттєво розуміючи образні зображення пророками Царства Месії, спотворили поняття про це духовне Царство і внесли в нього облудні сподівання. Вони гадали, що Месія прийде як політичний завойовник, визволить юдеїв з римської неволі та зробить їх великим і головним народом, якому коритимуться всі інші народи. Ісус Христос у притчах часто докоряв їм за помилковість такого розуміння. Іоан Хреститель, без сумніву, розуміючи під Царством Месії духовне царство, почав свою проповідь закликом до покаяння: «Покайтесь! Перемініть своє життя, виправляйтесь, щоб бути достойними ввійти в Царство Христове!».
Тоді виходили до нього Єрусалим, і вся Юдея, і вся околиця Йорданська; і хрестилися в Йордані від нього, сповідаючи гріхи свої (Мф. 3:5–6; Мк. 1:4–5). Як видно зі слів євангелістів Матфея і Марка, до Іоана приходили хреститися багато жителів Єрусалима, Юдеї та околиць річки Йордан.
«Хреститись» — від грецького слова «ваптізо» — означає занурювати у воду, обмивати водою (Мк. 7:4). Обмивання — це очищення. Тому в юдеїв та інших східних народів обмивання тіла було в деяких випадках релігійним обрядом і символічно означало, крім чистоти тіла, очищення душі, тобто відмову від гріхів, оновлення життя. В юдеїв хрещення іноді приймали прозеліти, тобто язичники, які визнавали юдейську релігію. В цьому випадку воно було знаком зречення охрещуваного від його попередньої релігії та вступу в нову.
Однак хрещення Іоанове походить не від цього звичаю, бо його почали застосовувати після зруйнування єрусалимського храму, тобто після Іоана Хрестителя. Поки стояв храм, приєднання прозелітів відбувалося через обрізання та принесення жертви, а жінок хрестили. Іоанове хрещення було дією особливою, відмінною від звичайних очищень. Йому передувало сповідання гріхів, отже, це було очищення духовне, яке зовні виражалося занурюванням у воду. В юдеїв того часу було переконання, що право хрестити матимуть тільки Месія, коли Він прийде, та його Предтеча — Ілля або якийсь інший пророк ([[|Ін.]] 1:25).
Перед хрещенням люди визнавали свої гріхи. Визнавання гріхів у деяких випадках передбачене Мойсеєвим Законом (Лев. 16, 29; Чис. 5, 7), отже, не було чимось новим і незвичайним для юдеїв. Воно було новим тільки для тієї обстановки, в якій ця сповідь відбувалася. Блаженний Феофілакт говорить про значення Іоанового хрещення: «Хоч і хрестилися, але Іоанове хрещення не мало сили відпускати гріхи. Іоан проповідував тільки покаяння й підготовлював до відпущення гріхів, тобто вів до хрещення Христового, в якому подається відпущення гріхів».

## Зображення

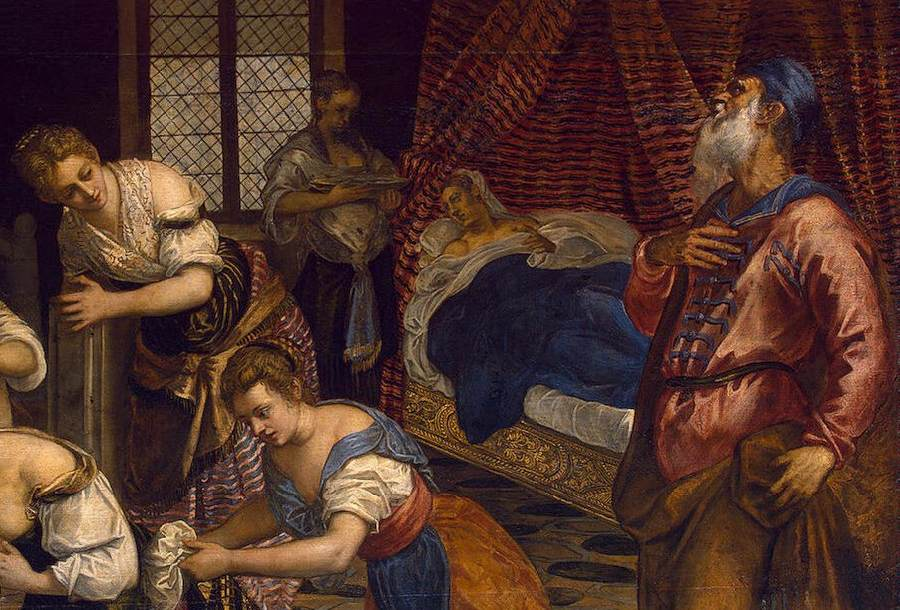
Народження Іоана (фрагмент) Тінторетто
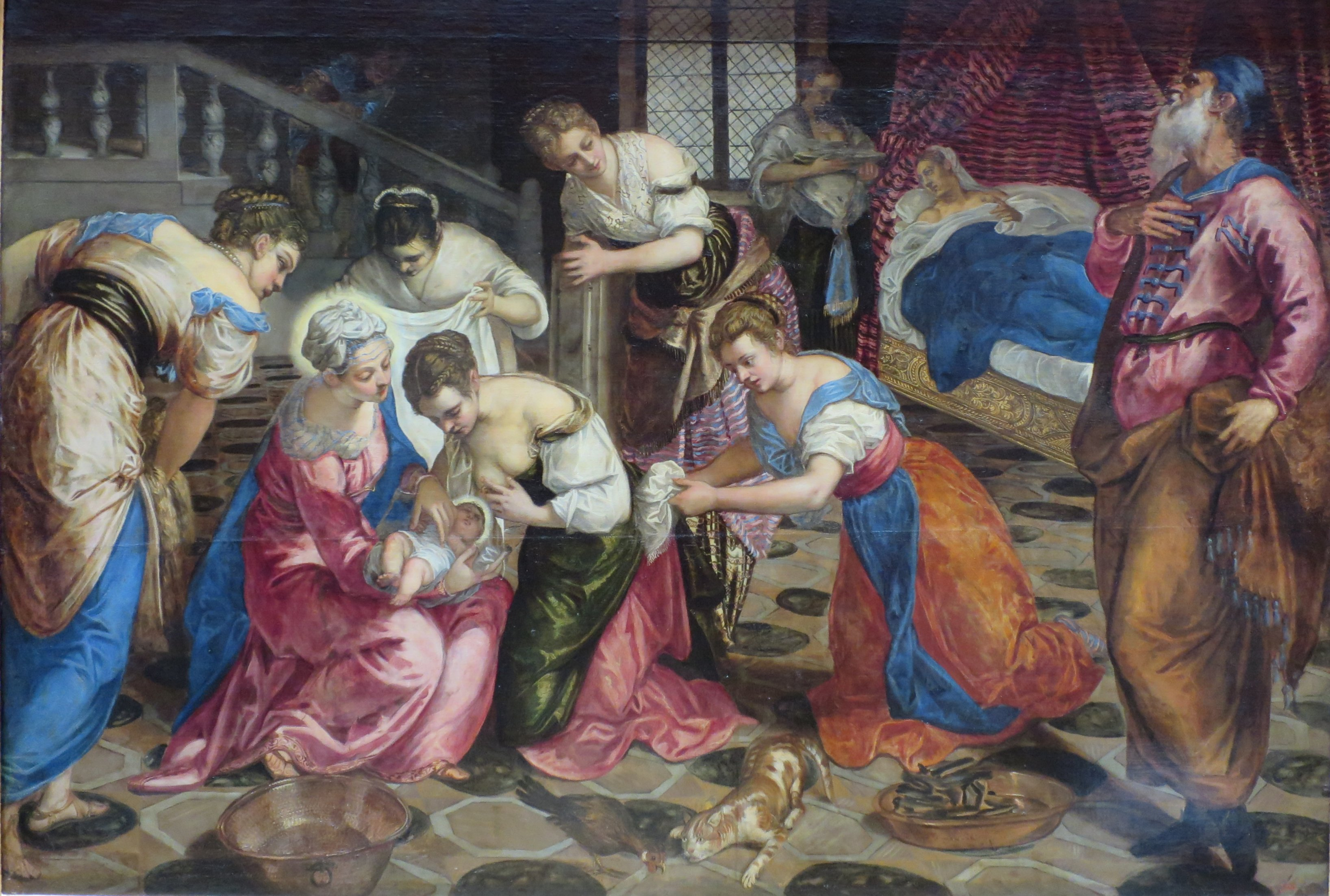
Народження Іоана (~1554) Тінторетто
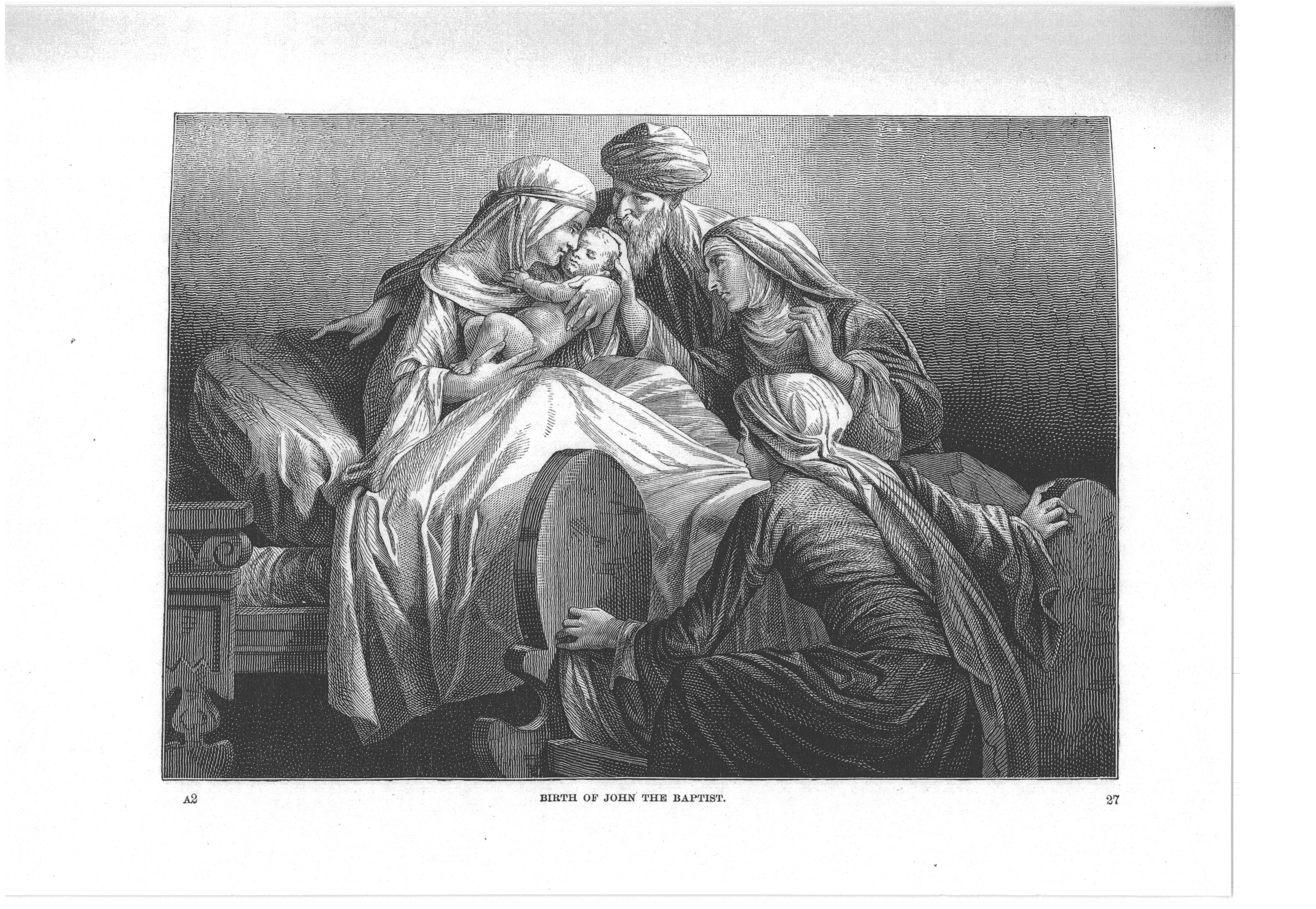
Народження Іоана (1885) гравюра Олександра Біда
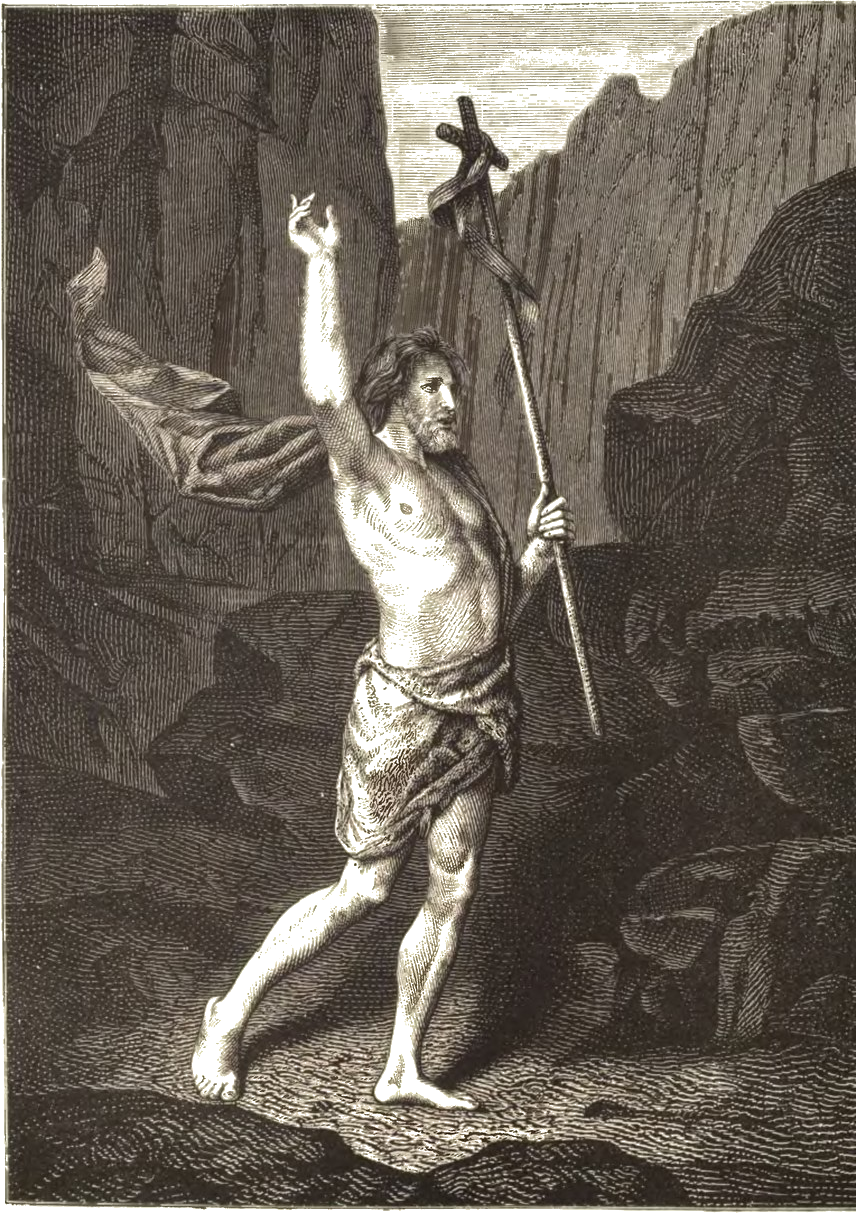
Проповідь Іоана (1875) гравюра Олександра Біда
Saint John the Baptist (~1513) Леонардо да Вінчі
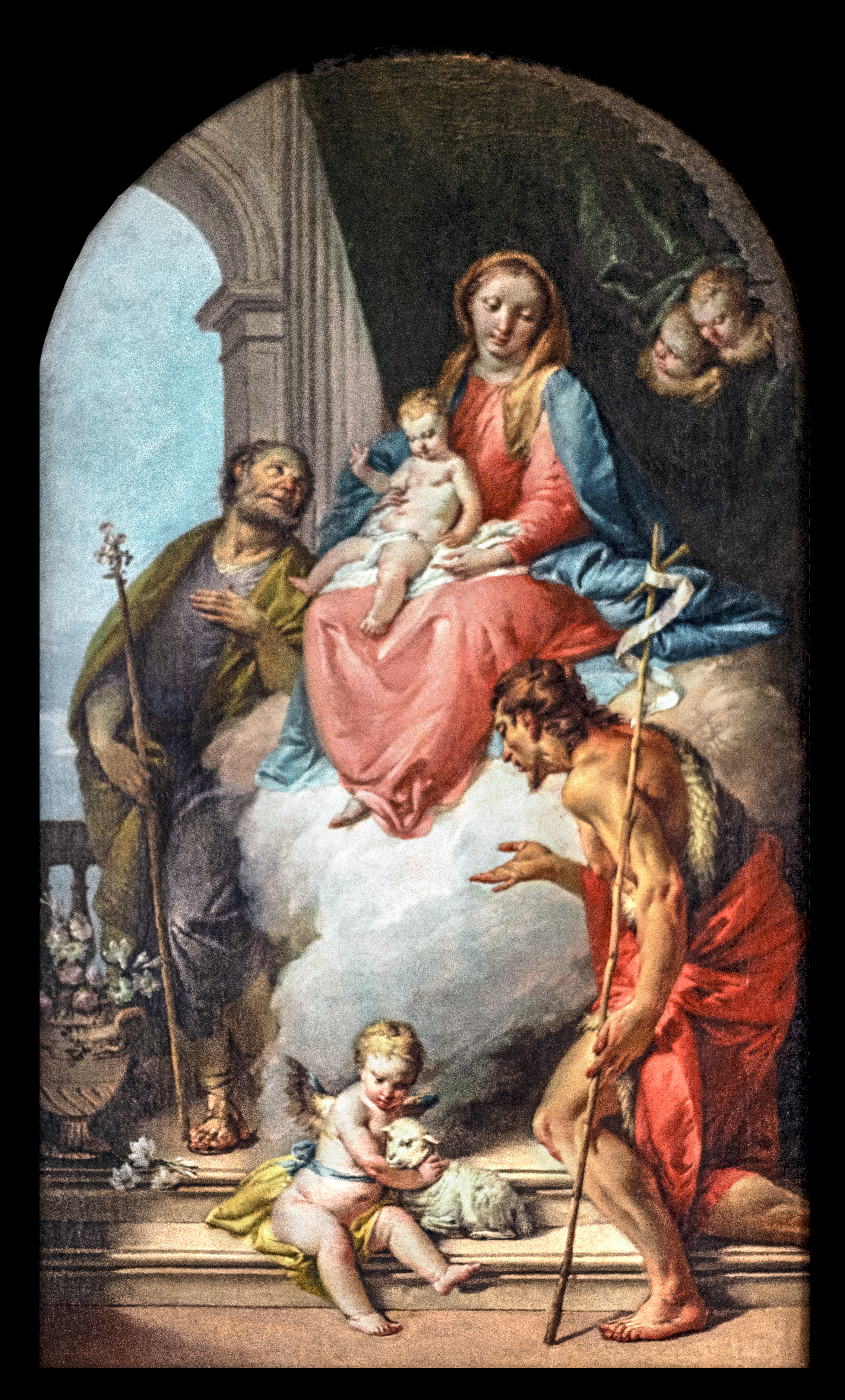
The holy family and Saint John Baptist by Francesco Zugno[en]
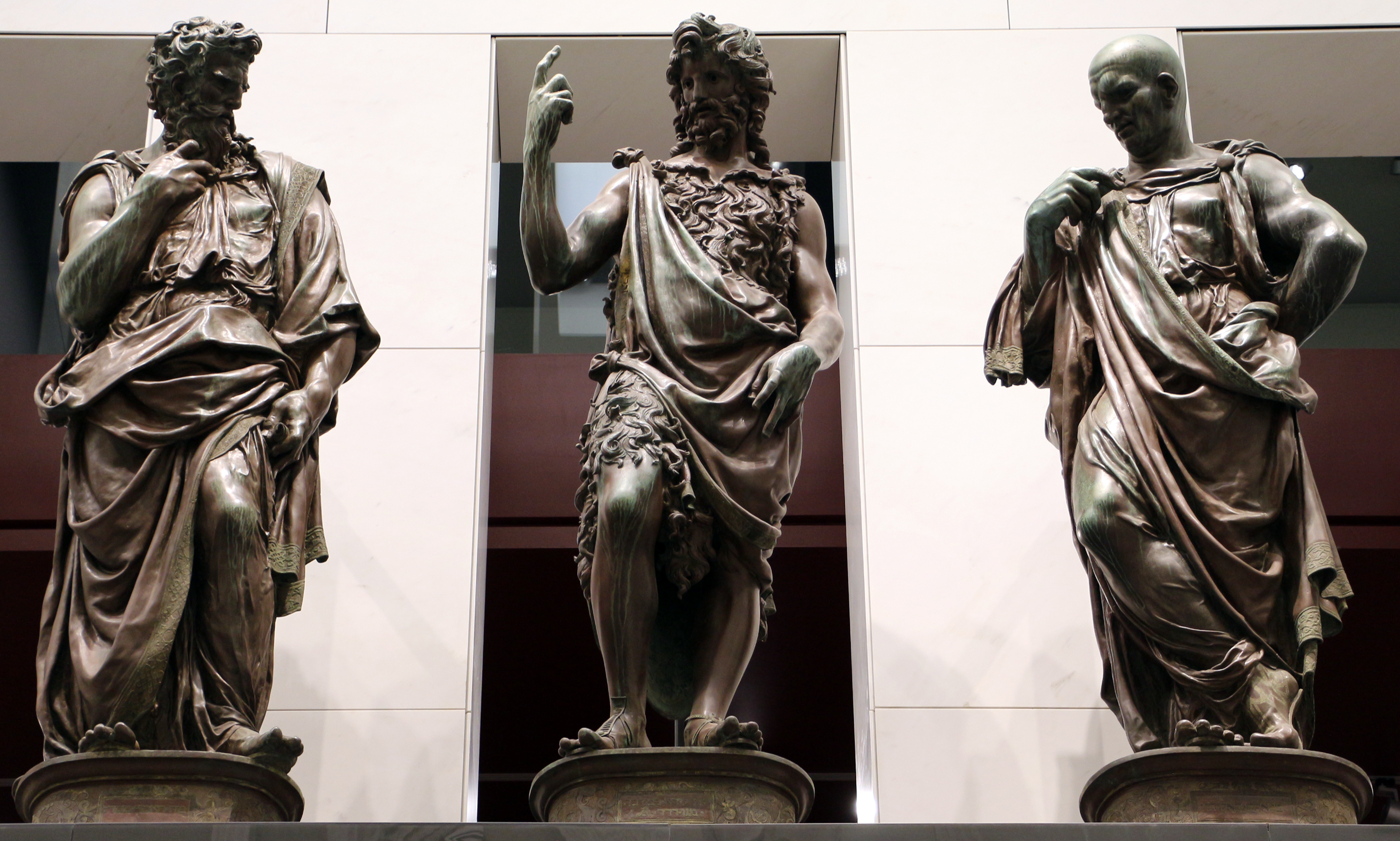
проповідь святого Івана Хрестителя. Флорентійський баптистерій. Джованні Франческо Рустічі
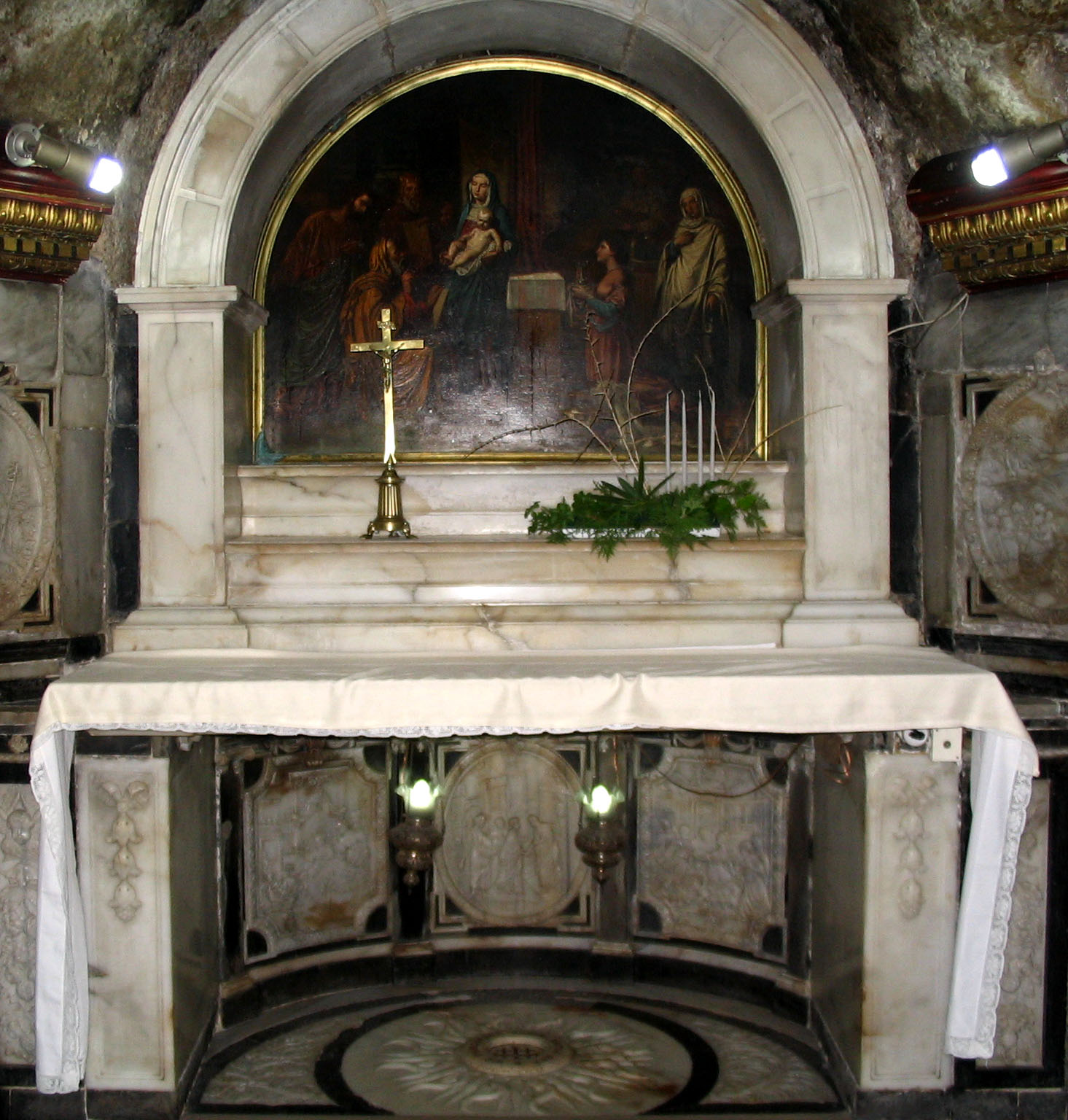
Місце народження Івана. Церква святого Івана Хрестителя (Єрусалим)
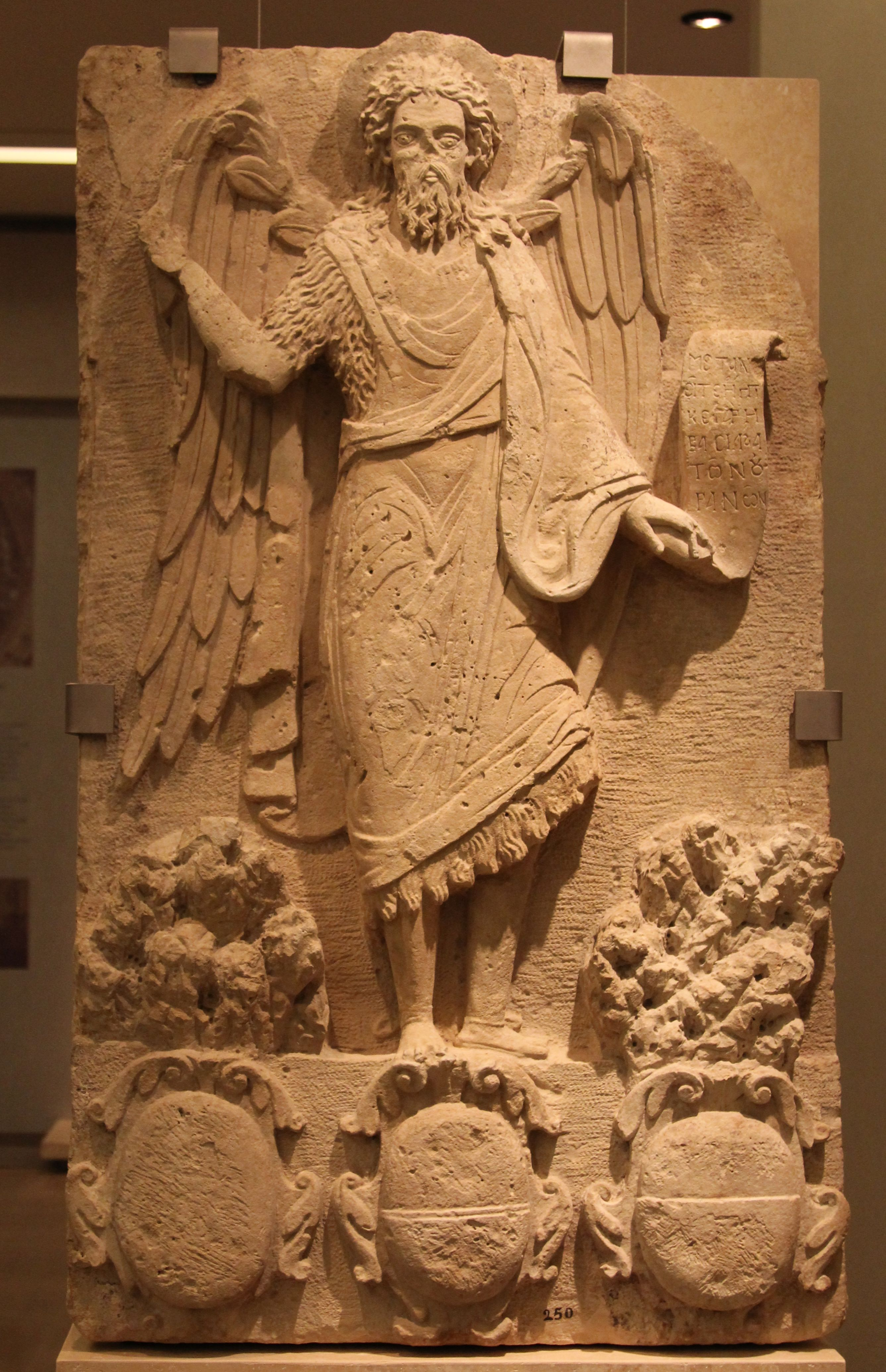
Вапняковий рельєф Іоанна із Закінфа, Візантійсько-християнський музей, Греція.
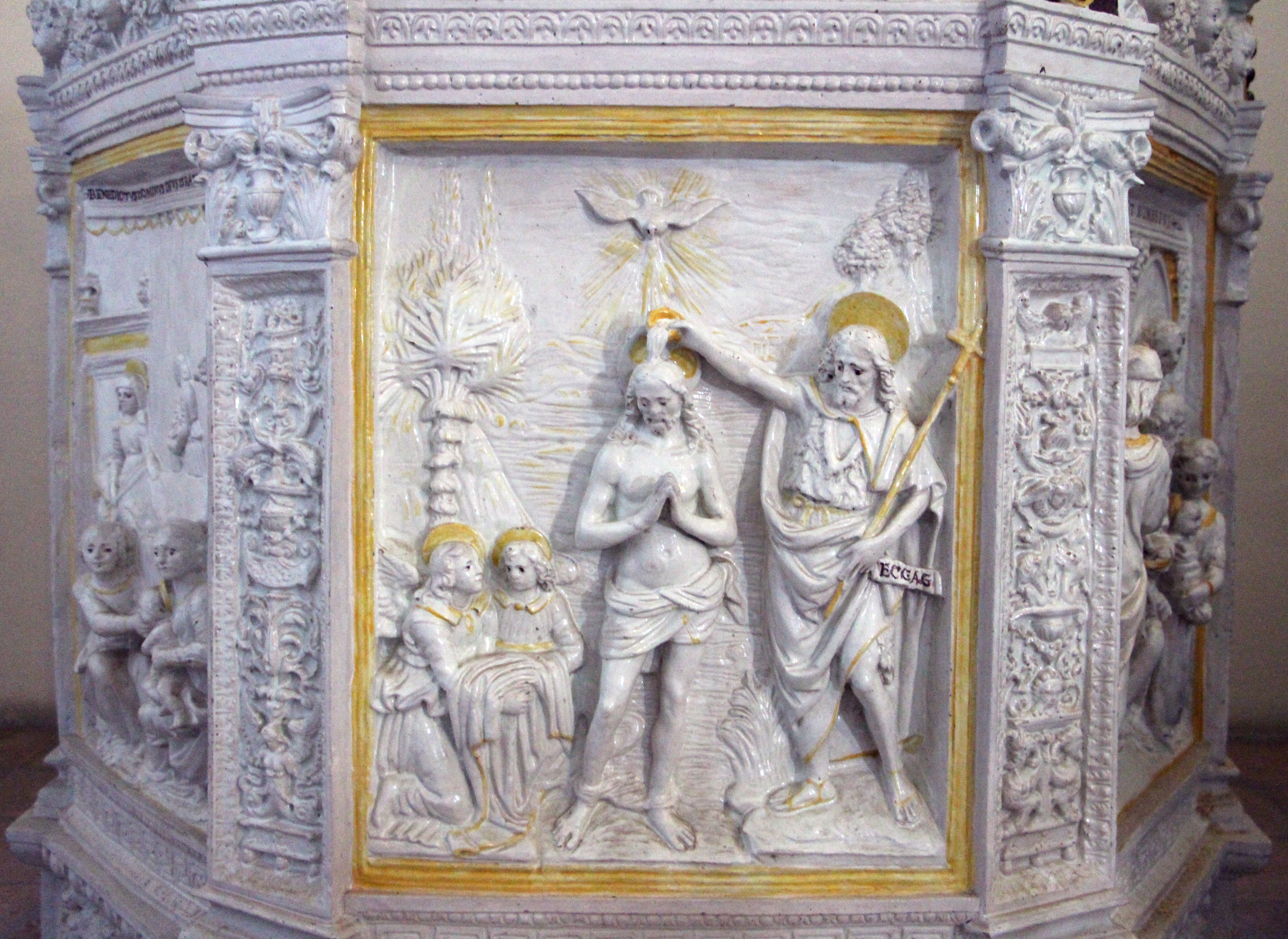
1518 Андреа делла Роббіа (Санта-Фйора)
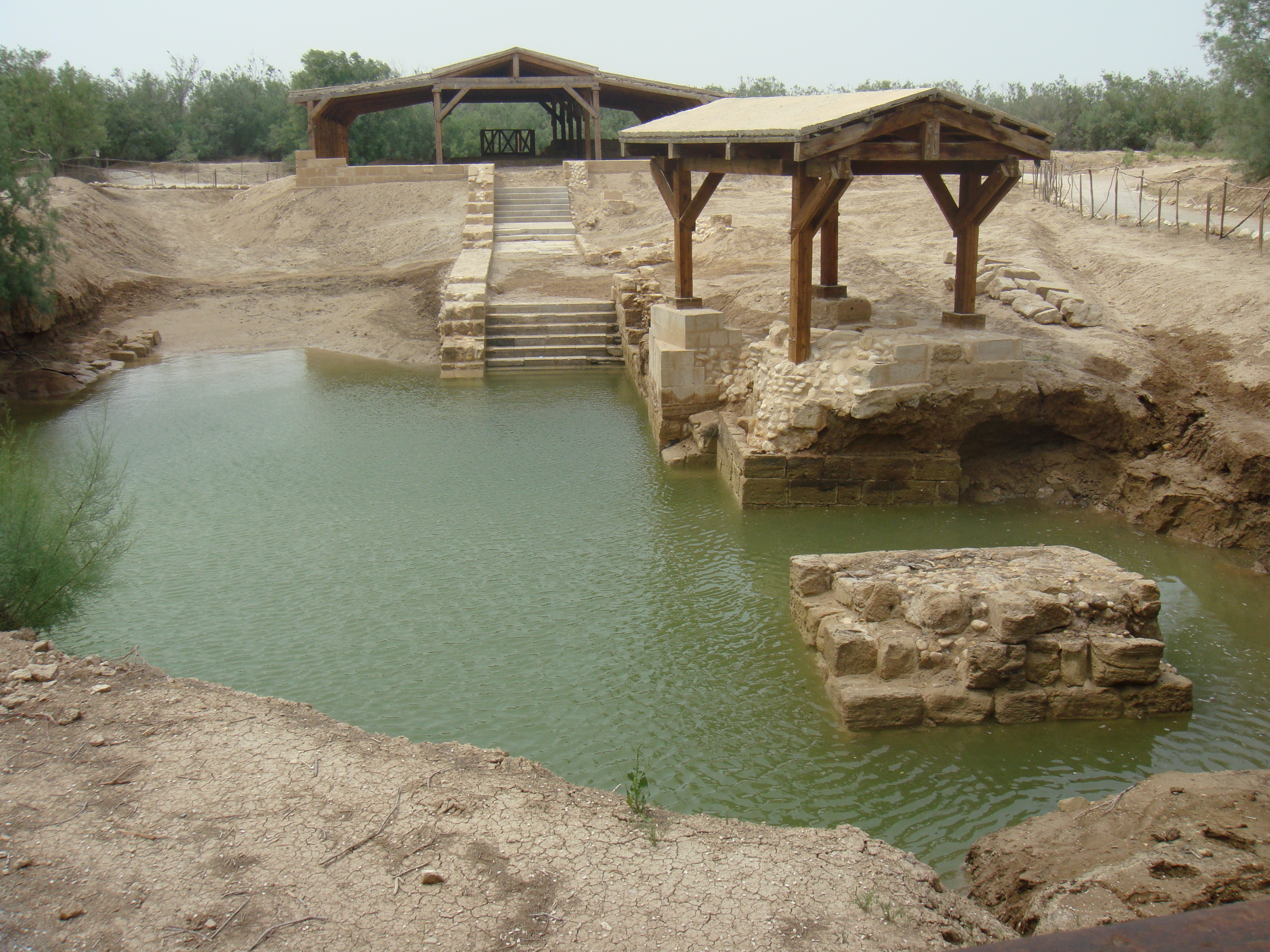
Місце хрещення у Витанії (Бетабара)
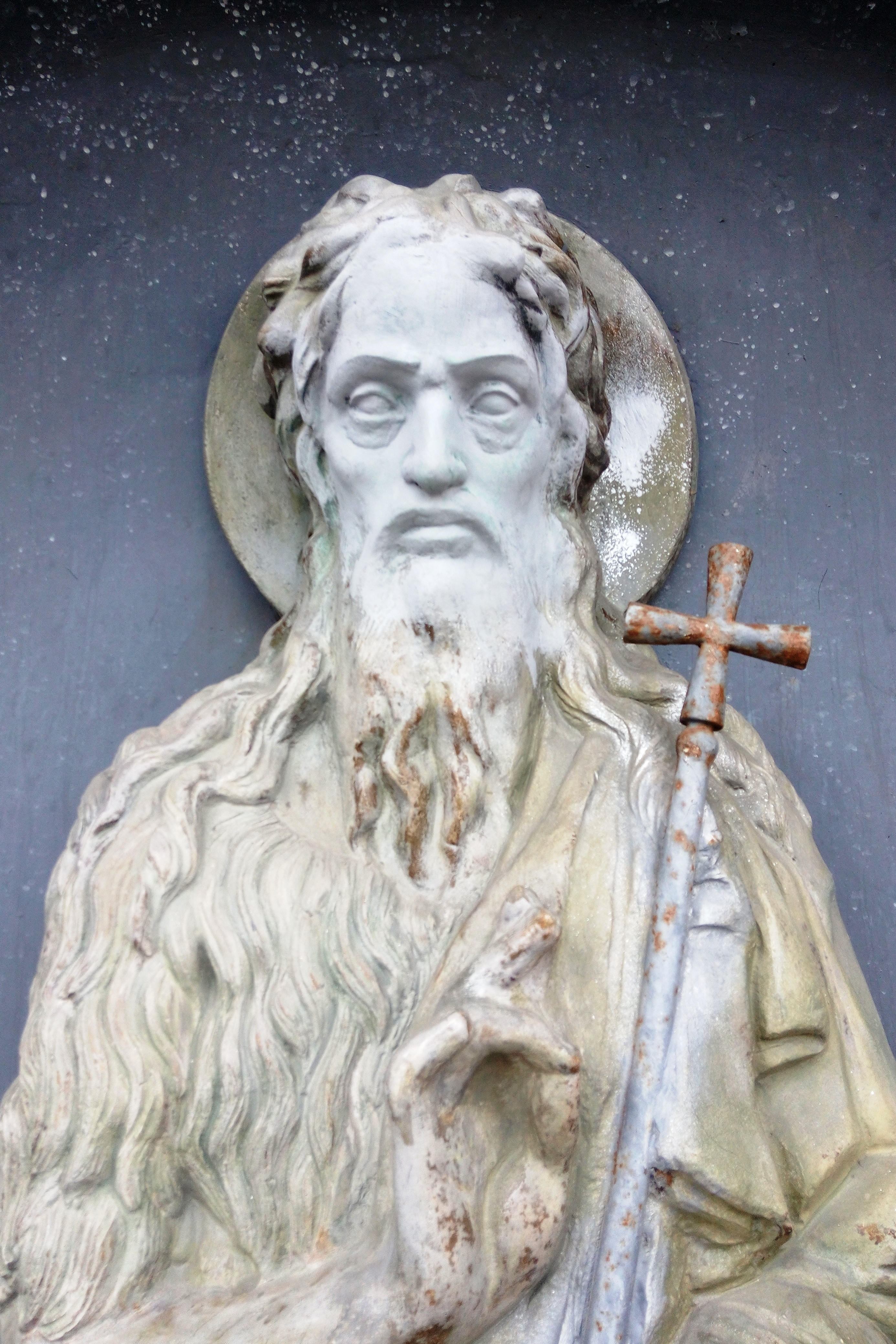
Фрагмент скульптури Іоанна, Набережне шосе (Київ)

## Тлумачення святих отців проповіді Іоана Предтечі

### Свідчення Іоана Хрестителя про Ісуса Христа та його хрещення
Іоан розглядав своє хрещення як підготовче. Я хрещу вас водою на покаяння, але Той, Хто гряде після мене, Сильніший за мене; я недостойний взуття Його понести; Він хреститиме вас Духом Святим і вогнем; Його лопата в руці у Нього, і Він очистить тік Свій і збере пшеницю Свою в житницю, а полову спалить огнем невгасимим (Мф. 3, 11–12; Мк. 1, 7–8; Лк. 3, 16–17).
Іоанове хрещення було хрещенням покаяння. Воно означало таке занурення у воду, яким ті, що каялися, посвідчували щирість свого каяття і відкрито сповідали свої гріхи. Цією дією вони показували, що зобов'язуються очищати свою душу від гріховної нечистоти, подібно до обмивання тіла. Цей обряд був простим і зрозумілим для простого народу, бо він звик уявляти внутрішнє очищення під обмиванням тіла.
Про силу та значення Іоанового хрещення святі отці міркують так. «Іоанове хрещення, — пише святий Іван Золотоустий, — тільки підготовляло інше (хрещення християнське); воно тільки в зародку й обіцянні містило те, що наступне хрещення завершило в дійсності». Блаженний Августин навчає: «Я вірю, що Іоан хрестив водою на відпущення гріхів, але на ділі здійснюється це тільки в хрещенні християнському… Іоан подавав таке хрещення, яке спонукало охрещуваного визнати необхідність хрещення Господа. Охрещувані Іоановим хрещенням не відроджуються; люди ним лише підготовлялися для Господа і тільки в ньому могли одержати відродження». «Хрещення Іоанове, — пояснює блаженний Ієронім, — не стільки відпускало гріхи, скільки було хрещенням покаяння на відпущення гріхів, тобто на майбутнє відпущення, яке мало статися через освячення Христове».
Приводом для Йоанового свідчення про Христа була народна думка: — чи не є Іван Месією? Це показує, яке враження і хвилювання викликали в народі особа і діяльність Івана Хрестителя. Відповідь Йоанова на цю гадку свідчить про його смирення. Порівнюючи себе з Христом, Іван говорить, що Той, Хто йде за ним, настільки сильніший і вищий від нього, що Іван негідний бути в Нього останнім рабом, який повинен був носити й підв'язувати сандалії свого господаря. На Сході люди прив'язували до ніг дощечки або сандалії, щоб прикрити підошви від каміння та всього гострого, від гарячого піску і взагалі від усього, що може завдати болю. Замість дерев'яних пластинок використовували також кору і шкіру. Сандалії були різної форми, іноді їх оздоблювали. Заходячи до будинку, їх зазвичай знімали, а виходячи, знову вдягали. Знімати і вдягати сандалії, а також носити їх за господарем було обов'язком найнижчих слуг. Маючи себе за негідного бути останнім слугою в Господа, Предтеча показував тим самим незрівнянну велич Ісуса Христа.
Порівнюючи своє хрещення з хрещенням Спасителя, Іван говорить: «Він хреститиме… Духом Святим і вогнем». Тлумачі Святого Письма під словами «хреститиме Духом Святим» розуміють усі дії Святого Духа як наслідок заслуг Ісуса Христа, як-от: навчання через Божественне Одкровення, яке у Святому Письмі приписується Святому Духові (2 Пет. 1, 21); чудеса, вчинені Духом Святим, щоб переконати людей в божественності вчення Ісуса Христа (Мф. 12, 28). Правильність такого пояснення підтверджується тим, що хрестити Духом Святим означає взагалі подавати дари Святого Духа (Діян. 1, 15). Святий Йоан Золотоустий говорить: «Під словами „хреститиме вас Духом Святим“ Іван розумів і відпущення гріхів, і врятування від кари, і оправдання, і освячення, і визволення, і всиновлення, і братерство, і участь у спадщині, і щедре виливання Святого Духа».
Під словами «хреститиме… і вогнем» більша частина тлумачів, згідно з Іваном Золотоустим, розуміють діяння Святого Духа, яке очищає й запалює душу людини. Як під образом живої води Ісус Христос (Ін. 4, 14; 7, 37–38) розумів благодать Святого Духа, так під образом вогню Предтеча зображав силу Святого Духа, що наче вогонь перетворює кам'яне серце людини на плотське, нищить його гріховну нечистоту, запалює її душу Божественною любов'ю (Золотоустий, Феофілакт).
Таке пояснення підтверджується тим, що євангелісти Марк та Йоан, передаючи ті самі слова Івана Хрестителя, згадують лише про хрещення Духом Святим і не говорять про вогонь. Цього не могло б статися, якби в цьому реченні Дух і вогонь мали відмінне значення. Не можна погодитися з тими тлумачами, які під вогнем розуміють зішестя Святого Духа на апостолів у день П'ятдесятниці (Діян. 2, 1–7). Хоч Дух Святий зійшов тоді у вигляді вогненних язиків, але тільки на самих апостолів, а хрещення вогнем, про яке говорив Предтеча, стосувалося всіх. Можна припустити як окрему думку таке тлумачення, що під хрещенням вогнем маються на увазі допитування на суді (1 Кор. 3, 13), або біди й переслідування (Лк. 12, 49), або гнів Божий (Іс. 5, 24; 1 Сол. 1, 8).
Показавши юдеям, які блага принесе їм Христос, Іван Хреститель далі зазначає, що грядущий Месія не може байдуже дивитися на пороки людей, що Йому належить право судити їх. Для вираження своїх думок Предтеча бере образи з близького для народу побуту. «Лопата в руці у Нього, і Він очистить тік Свій і збере  пшеницю Свою в житницю, а полову спалить огнем невгасимим».
У східних народів, де не доводилося сушити збіжжя, на току не було жодної будівлі. Для току вибирали підвищені місця, щоб на них зручніше було віяти зерно, відділяючи з допомогою нічим не затримуваного вітру чисте зерно від полови. Пшеницю зсипали в засіки, а солому й полову палили «огнем невгасимим», що не згасав, поки не знищував усього, що призначено спопелити. Тік тут означає насамперед юдейський народ; пшениця — краща його частина, люди доброчесні й достойні участі в Царстві Христовому; полова й солома — гірша частина народу, люди нечестиві, які в Святому Письмі часто подаються під образом пороху, що його здіймає вітер (Пс. 1, 4; Іс. 17, 13; Іов. 21, 18), і під образом бур'яну, куколю, полови, спалюваних вогнем (Іс. 5, 24).
Спершу цей вислів відносили до юдейського народу перед відкриттям Царства Христового. Коли ж настало Царство Христове, святі отці пояснюють ці слова в ширшому значенні: суд і відокремлення праведників від грішників, нагорода перших і покарання других — це стосується і членів Царства Христового в усі часи [12, c. 375].
Крім вищенаведених промов, «і багато іншого, втішаючи, благовістив він людям. Ірод же, четвертовладник, якому Йоан докоряв за Іродіаду, жінку брата його, і за все, що зробив Ірод лихого, додав до всього іншого і те, що замкнув Івана у в'язницю» (Лк. 3, 18–20).
Це вступна оповідь про ставлення Ірода до Івана Хрестителя. Докладніше про це говориться в Євангеліях від Матвія (14, 1–12) і Марка (6, 14–29). Ірод замкнув Йоана у в'язниці, а потім умертвив. Євангеліст Лука згадує про це тут, бо не має наміру розповідати про подальше життя Йоана (крім одного випадку — 7, 19–22) і мимохідь коротко повідомляє, що сталося з Йоаном потім. «Оповідає мовби з глибоким смутком і великим жалем про те, що Ірод так несправедливо вчинив з Йоаном, тоді як народ мав про нього дуже високу думку» (Феофілакт).

### Євфимій Зігабен
І це є свідчення Іванове…, про який зараз має намір говорити. Коли юдеї послали до Єрусалима священників і левитів питати Його: хто ти? Первосвященники і священники юдейські, що знали надзвичайні події, які трапилися при народженні Ісуса Христа, отримавши потім доказ Його мудрості, коли будучи дванадцятирічним отроком «Він зійшовся з учителями, слухав і запитував їх», як сказав Лука (2, 46), дивувалися і почали заздрити Йому. Почувши потім, що й Іван до тих що приходять хреститися говорить багато і велике про Ісуса Христа (а вони розуміли, що все це Іван говорить про Нього), вони ще більше зніяковіли і послали з Єрусалиму священників та Левитів, тобто служителів, запитати його: хто ти? Зробили так не тому, що не знали цього, тому що всім було відомо те, що сталося при його народженні, обрізання і нареченні імені, коли всі говорили: що буде дитина ця (Лк. 1, 66)? Але підступно прикидаються незнаючими і не кажуть: «Хто ти?» — Але: ти хто єси, висловлюючи цим, що якщо більше тебе Той, про Якого ти проповідуєш, то ти хто? Ти, до якого ми всі кинулися, про якого склали високе собі поняття і перед яким так сильно боялися. Вони безрозсудно припускали, що хоча Йоанн нехтував славою у всіх інших відносинах, проте і він, як людина, випробує те, що властиво людині, і через славолюбство скаже, що він Христос, і таким чином зменшиться чутка про Ісуса Христа, проти якої робилися всі заходи. Тому-то послали не просто кого-небудь, а священників та Левитів, і до того ж з Єрусалиму, як більш ворожих і підступних, ніж з будь-якого іншого міста.

### Феофелакт Болгарський
Іван свідчить про Нього і викликуючи, говорить: Це був Той, про Якого я сказав, що прийде за мною, існував переді мною, бо був перше, ніж я.
Євангеліст часто посилається на свідчення Івана не тому, ніби достовірність Владики поставляє в залежність від раба, але оскільки народ мав високе поняття про Івана, то на свідоцтво про Христа і посилається на Івана, шанованого ними за великого і тому більше всіх заслуговує на довіру. Слово «викликуючи» вказує на велику сміливість Іванна, бо він волав про Христа не в кутку, а з великою сміливістю. Що ж він говорив? «Це був Той, про Якого я сказав». Іоанн свідчив про Христа перш, ніж побачив Його. Так їм Бог, звичайно, для того, щоб він, засвідчуючи про Христа з дуже хорошого боку, не здався упередженим у відношенні до Нього, Чому і каже: про якого я сказав, тобто, перш ніж побачив Його. «Той, хто йде за мною», зрозуміло, звичайно, йде за часом народження, бо Предтеча був шістьма місяцями старше Христа по народженню у плоті. «Став попереду мене», тобто став більше шанованим за мене. Чому? Тому, що Він і був раніше від мене, по Божеству. А аріани шалено пояснювали цей вислів. Бажаючи довести, що Син Божий не народжений від Отця, але відбувся як одне з творінь, кажуть: от Іван свідчить про Нього — передо мною, тобто стався раніше мене, і створений Богом як одне з творінь. Але з нижченаведеного вони викриваються в худому розумінні цього вислову. Бо яка думка виражається в словах: «Цей (тобто Христос) став попереду мене (тобто створений перш мене), бо був перше, ніж я?». Цілкомбезумно говорити, що Бог створив Його перш тому, що Він був раніше від мене. Навпаки, краще повинно було б сказати: «Цей був перше, ніж я, бо став чи створений раніше мене». Так мудрують аріани. А ми по-православному розуміємо так: «що йде за мною», за народженням від Діви у плоті, «став попереду мене», став найславетнішим і шанованішим мене через чудеса, які здійснювалися над Ним, по Різдву, за вихованням, за мудрості. І це справедливо, «тому що Він був раніше від мене», за відвічної народженню від Отця, хоча по явищу у плоті прийшов і за мною.

### Іван Золотоуст
І це є свідчення Іванове, коли послали юдеїв від Єрусалиму священників і Левитів, питати Його: хто ти? (1, 19). Небезпечна пристрасть, возлюблений, — заздрість; небезпечна і згубна для самих  тих хто заздрить, а не для тих, яким заздрять. Вона насамперед їм самим завдає шкоди і загибель як якась смертоносна отрута, яка впровадилася в душі їх. А якщо вона коли-небудь шкодить тим, яким заздрять, то це шкода мала і незначна, і ще приносить їм користь, набагато важливішу, ніж втрата. І так буває не з заздрістю тільки, а й з усіма іншими пристрастями: не той, хто терпить зло, а той, хто робить зло, отримує шкоду. Інакше, якби це було не так, Павло не вселяв би своїм учням — краще терпіти несправедливість, ніж робити її, кажучи: «чи не краще б вам залишитись скривдженими? чи не краще б вам терпіти нестатки?» (1 Кор. 6, 7). Він добре знав, що загибель всюди слідує не за тим, хто терпить зло, а за тим, хто робить зло. Все це говорю я з приводу заздрості юдеїв. Люди, що стікалися з міст до Івана і, в покаянні за свої гріхи, які отримали хрещення, — ті самі, після хрещення, як би передумавши знову, посилають запитати його: хто ти? Істинно породження єхидне, змії, якщо ще не гірше за них. Рід лукавий, перелюбний і розбещений, ти вже після хрещення зазнаєш і любопитствуеш дізнатися про Хрестителя? Чи може бути що-небудь дурніше цієї дурниці? Як же ви приходили до нього? Як сповідували свої гріхи? Як поспішали хреститися від нього? Як запитували його про те, що маєте робити? Отже, все це робилося у вас нерозважливо, без свідомості причини і підстави на те? Втім, нічого такого не сказав блаженний Іван, не кликав, не став їх докоряти, але відповідав з усією поблажливістю. А для чого він так вчинив, — варто дізнатися, щоб усім було явно і очевидно злодійство юдеїв. Іван часто свідчив перед юдеями про Христа і, коли хрестив, нерідко нагадував про Нього приходять і говорив: я хрещу вас водою на покаяння, але Той Хто гряде після мене, Сильніший за мене; я недостойний понести взуття Його; Він хреститиме вас Духом Святим і вогнем (Мт. 3, 11). Але вони у відношенні до Івана показали людську слабкість: маючи на увазі славу мирську і дивлячись на зовнішність, вони думали, що негідно Івана підпорядковувати себе Христу. Івана підносило багато в їхніх очах: по-перше, імените і знатне походження, тому що він був син первосвященника, по-друге, суворість життя і презирство всього людського, бо він, нехтуючи і одежею, і домом, і самою їжею, проводив перед тим весь час в пустелі. У Христі все було навпаки, походження принижене, що юдеї часто і виставляли на вигляд, кажучи: Чи Він не син теслі? Чи не його Мати зветься Марією і брати Його Яків і Іосія, і Симон, і Юда (Мф. 13:55). А уявна Його батьківщина була в такому соромі, що і Нафанаїл говорив: чи може щось добре бути від Назарета? (Ін. 1, 46). Спосіб життя був у Нього звичайний, одягу, нічим не відрізнялися від інших; шкіряного поясу Він не носив, волосяниці не мав, меду і сарани не їв, він жив, як і всі, був присутній у зборах людей гріховних і митарів, тільки щоб залучити їх. Юдеї, не розуміючи цього, паплюжили Його, як і Сам Він каже: прийшов Син Людський, Який їсть і п'є, і кажуть: цей чоловік, який любить їсти і пити вино, митарям друг і грішникам (Мф. 11, 19). І ось як Іван часто відсилав їх від себе до Того, Хто, на їхню думку, був нижче його, то вони, соромлячись і обурюючись на це, і бажаючи краще мати учителем Йоана, відкрито не наважувалися цього висловити, а відправляють до нього посольство, сподіваючись лестощами налаштувати його до того, щоб він оголосив себе Христом. І не будь-яких мерзенних людей вони посилають до нього, як до Христа, коли, бажаючи схопити Його, послали слуг, потім іродіан і їм подібних людей, але священників та Левитів, та й священників саме з Єрусалиму, тобто найпочесніших (євангелист не без причини помітив це). Посилають ж потім, щоб запитати Йоанна: хто ти? А тим часом і народження його було відомо всім, так що всі говорили: ким буде ця дитина? (Лк. 1, 66), — і чутка про нього пронеслась по всій нагірній країні. Знову, коли він прийшов на Йордан, жителі усіх міст поспішали до нього, і з Єрусалиму, і з усієї Юдеї йшли хреститися в нього. Отже, ці люди тепер питають, — не тому, щоб не знали його (як могли вони не знати людину, яка  стала настільки відомою?), Але вони хотіли привести його до того, що я висловив.
Послухай же, як цей блаженний чоловік відповідає саме на ту думку їх, з якою вони запитували його, а не на саме питання. Коли вони запитали: хто ти? — Він не раптом сказав те, що слід було сказати: глас вопіющого в пустелі (Мк. 1, 3). А що? Він знищує їх припущення, — на питання: хто ти? — Він визнав і не зрікся, і визнав, що: я — не Христос (Ін. 1, 20). Зауваж мудрість євангеліста. Три рази він говорить одне і те ж, щоб показати добрі вчинки Хрестителя, і все лукавство і безглуздя юдеїв. Також і Лука каже, що, коли народ припускав, чи не він Христос, — він знищив це припущення. Така властивість благомислячого служителя — не тільки не викрадати честі, що належить пану, але і відкидати її навіть у такому випадку, коли б пропонували її інші. Втім, простий народ прийшов до такого припущення по простоті і несвідомості, а ті питали його, як я сказав, з злим умислом, сподіваючись лестощами захопити його до того, чого хотіли. А якби вони не це саме мали на увазі, то не перейшли б негайно до іншого питання, а стали б наполягати на те, що він говорить зовсім інше і відповідає не на питання, вони б сказали йому: хіба ми це припускаємо? Хіба про це прийшли питати? Але, як би будучи спіймані і викриті, вони переходять до іншого предмету. Вони очікували, що й Ілля прийде, як і Христос сказав. На запитання учнів: чому книжники ж говорять, що Іллі належить прийти раніше? — Він сказав: так, Ілля прийде раніше і все приготує (Мф. 17, 10, 11). Потім запитали: чи не ти пророк? І він відповів: ні. Однак він був пророк. Чому ж він відрікся? Знову тому, що дивився на ціль запитуючих. Вони чекали, що прийде деякий обраний пророк, так як Мойсей говорив: пророка із середовища твого, із братів твоїх, як мене, воздвигне тобі Господь Бог твій, — Його слухайте (Втор. 18:15). А це був Христос. Тому вони не взагалі кажуть: чи не ти пророк? — Розуміючи одного з багатьох пророків, але з додаванням члена: «не той ти Пророк, про який провістив Мойсей?» Тому-то він і відрікся — не від того, що він — пророк, а від того, що він — саме той (той про якого пророкували) пророк. Говрять Йому: хто Ти? дай відповідь тим хто послав їх: Чого говориш про себе сам (ст. 22). Бачиш, як вони ще сильніше приступають і наполягають, повторюють питання і не відстають? Але Іван з лагідністю спершу відкидає їх хибні припущення, і потім дає дійсне поняття про себе: голос взиваючого в пустелі: приготуйте путь Господеві, прямими зробіть стезі Йому, так говорить пророк Ісая (ст. 23). Так як він вже висловив про Христа щось велике і високе, те, як би у відповідь на їх думку, зараз поспішає звернутися до Пророка і таким чином підтверджує свої слова. І послання було від фарисеїв: і запитали  його і говорять йому: як хрестиш Ти, якщо ти не Христос, не Ілля, не пророк? (ст. 24–25). Бачиш, як не даремно я кажу, що вони саме до цього хотіли довести його? А спочатку цього вони не говорили, щоб не піддатися загальному від усіх докору. Коли ж Йоан сказав, що він ні той, ні інший, вони нарешті, приведені в подив, скинувши з себе личину, вже відкрито виставляють свій лукавий задум і кажуть: чому ти хрестиш якщо ти не Христос? Потім, знову бажаючи прикритися, приєднують і інших осіб, Іллю і Пророка. Так як не могли похитнути його честю, то думають звинуваченням змусити його зізнатися в тому, чого не було. Але і цього не могли зробити. О, безумство! О, гордовитість і передчасна метушливість! Ви послані дізнатися від нього, хто і звідки він: Чи не хочете приписувати йому і законів? І цього саме хотіли вони, примушуючи його оголосити себе самого Христом. Однак він і тепер не обурюється і не висловлює нічого такого, хоча і справедливо було б, як, наприклад: «ви хочете мені наказувати і давати закони?» Але знову показує велику лагідність. «Я хрещу вас водою: але гряде Сильніший за мене, Якому я недостойний, розв'язати ремінь взуття Його» (Лк. 3:16).
Що на це могли б сказати юдеї? Тут звинувачення на них незаперечне, засудження нещадне; вони самі на себе виголосили суд. Яким чином? Вони вважали Івана гідним будь-якої віри і стільки правдивим, що вірили йому не тільки тоді, коли він свідчив про інших, але і коли говорив про себе самого. Якщо б вони не були такої думки про нього, то не послали б дізнатися від нього про нього ж самого. Відомо, що ми віримо тільки тим людям, коли вони говорять про самих себе, яких визнаємо людьми найправдивішими. Але не це тільки загороджує їхні вуста, а й саме розташування духа, з яким вони приступили до нього, вони прийшли до нього з особливою ретельністю, хоча потім і змінилися. Вказуючи на те й на інше, Христос говорив: «Він був світильник, який горів і світив; ви ж хотіли короткий час порадуватися при світлі його» (Ін. 5, 35). А сама відповідь Івана ще більш показала у ньому людину, гідної віри. «Хто шукає слави Тому, Хто послав його, Той є істинний і немає неправди в Ньому» (Ін. 7, 18). І він не шукав, але відіслав їх до іншого. Тим часом послані були з людей довірених, почесних, так що їм не залишалося жодного притулку чи виправдання в своєму невір'ї Христу. Чому ви не прийняли того, що говорив про Нього Йоан? Ви послали своїх старшин, через них ви питали його, ви чули, що відповідав Хреститель, вони, з свого боку, показали всю ревність, всецікавість, вказували на всіх осіб, яких ви припускали до нього. І, проте він у повноті свободою сповідав, що він — ні Христос, ні Ілля, ні пророк. Не обмежуючись цим, він сказав і те, хто він сам, розмовляв про сутність свого хрещення, саме, що воно мало важливо і недосконале і не має в собі нічого, крім води, — показуючи тим перевагу хрещення, дарованого Христом. Долучив і свідчення Ісаї пророка за довгий до того час, і одного найменував Господом, а іншого — Його служителем і рабом. Що ж після цього залишалося робити? Чи не увірувати чи в Того, про Кого (Йоанн) свідчив, — вклонитися Йому і сповідати Його Богом? А що свідчення це було справою не лестощів, а істини, це показувало вдачу і любомудріє свідка. Зрозуміло це і тому, що ніхто не віддає собі ближнього і, коли можна отримати самому честь, ніхто не захотів би поступитися її іншому, особливо коли честь так велика. Таким чином, і Йоан не представив би такого свідчення про Христа, якби Він не був Богом. Якщо б і від себе відхилив цю честь, як таку, що вище його природи, то, звичайно, не приписав би її й іншому, нижчого суті. Посеред вас стоїть, а ви не бачите. Це він сказав тому, що (Христос) звичайно ходив в натовпі народу, як людина проста, і вчив завжди проти гордості і марнославства. Веденням ж тут Іоанн називає знання точне, саме про те, хто Він такий і звідки. А вираз: на мене, Хто йде Іван часто вживає, кажучи як би так: «не думайте, що все полягає в моєму хрещенні. Якби воно було абсолютне, то не прийшов би після мене інший з встановленням іншого хрещення. А моє хрещення тільки приготування і вказівка шляху до того хрещення. Наша справа — тінь і образ. Повинна прийти інша особа, яка покаже істину». Таким чином слова: «на мене, Хто йде» найбільш вказують на Його гідність. Якщо б Йоанове хрищення було абсолютне, то не було б потреби шукати другого. Переді мною був, тобто Він достославний, славнішим за мене. А щоб не подумали, що ця перевага є тільки порівняльне, то, бажаючи показати Його незрівнянну гідність, Йоанн додає: Йому ж я не смію розв'язати ремінь взуття Його, тобто Він не просто переді мною прийшов, але так, що я недостойний бути в числі навіть останніх служителів Його: розв'язувати взуття і є справа найнижчого служіння. Якщо ж Йоанн негідний розв'язати ремінь, — Іван, якого більше не було в народженими від жінок (див.: Лк. 7, 28), то де ж нам помістити себе? Якщо гідний цілого світу або, краще, більший його, якщо він визнає себе недостойним бути в числі Його останніх служителів, то що ж скажемо ми, обтяжені тисячами пороків, — ми, настільки віддалені від чесноти Йоана, наскільки відстань земля до неба?
Отже, Іван говорить про себе, що не гідний розв'язати ремінь взуття Його; а вороги істини доходять до такого безумства, що вважають себе гідними знати Його так само, як Він знає Себе Самого. Що може бути гірше такого безумства? Що навіжені такого самохвальства? Добре сказав хтось мудрий: початок гордині незнання Господа (див.: Сир. 10, 14). Диявол, не колишній перш дияволом, не був би скинений і не став би дияволом, якби не захворів цією самою хворобою. Вона позбавила його колишньої гідності, вона звела його в геєну, вона послужила для нього причиною всього зла. Порок цей може сам по собі пошкодити всяку доброчесність душі — милостиню чи, молитву чи, піст, або що-небудь інше. Сказано, що високий у людей не чистий перед Господом.
Чи не блуд тільки і не перелюбство опоганює тих, які віддаються йому, а й гордість, і навіть набагато більше. Чому? Тому, що хоча блуд і непростиме зло, але, принаймні, інша людина може послатися на побажання, а зарозумілість не має ніякої причини, ніякого приводу, під яким заслуговувало б хоч тінь вибачення; воно є не що інше, як розбещення душі і найтяжча хвороба, яка відбувається не від чого іншого, як тільки від нерозсудливості. Справді, немає людини безрозсудної зарозумілої, хоча б вона володіла великим багатством, хоча б отримала велику зовнішню освіту, хоча б поставлена була на надзвичайно велику владу, хоча б мав у себе все, що для людей здається завидним. Якщо пишається дійсними перевагами жалюгідний і нещасний і втрачає нагороду за всі свої досконалості, то не смішніше чи всіх надимає нікчемними благами, тінню і кольором трави (така слава цього століття), так як він надходить подібно до того, як якщо б бідняк, убогий, постійно пригнічує голодом. Жалюгідний і нещасний! Душу твою з'їдає найжорстокіша хвороба, і ти, убогий крайньою злиденністю, мрієш, що в тебе стільки і стільки-то талантів золота і безліч прислуги? Та це — не твоє. А якщо не віриш моїм словам, то переконайся дослідами були перед багатіїв. Якщо ж ти так упоєний, що не остеріг пригодами інших, то почекай трохи, і ти дізнаєшся власним досвідом, що немає для тебе ніякої користі від цих благ, коли, при останньому подиху, не будучи владний ні в одній годині, ні в одній хвилині, ти мимоволі залишиш їх оточуючим тебе людям і, що нерідко трапляється, таким людям, яким ти й не хотів би залишити. Багато хто навіть не маючи можливості розпорядитися ними, а відходили ненавмисно, ще бажаючи насолоджуватися ними, але їм вже не було це дозволено, і, будучи залежними, відходячи зі світу мимоволі, за необхідності, залишали свої блага тим, кому б і не хотіли. Щоб і з нами того не сталося, ми, поки живі і здорові, відішлемо їх у своє місто. Тільки таким чином ми будемо мати можливість насолодитися ними, а не інакше; таким тільки чином ми покладемо їх у безпечному місці. Ніщо, ніщо не може їх звідти забрати: ні смерть, ні довірчі свідчення, ні спадкоємці, ні наклепи, але хто скільки приніс з собою, відходячи звідси, тим всім і буде насолоджуватися безперервно. А хто такий нещасний, що не захотів би вічно тішитися своїм багатствами? Перенесемо ж своє багатство і покладемо його там. Для цього перенесення нам не потрібно ні ослів, ні верблюдів, ні возів, ні кораблів, — і від цього клопоту визволив нас Бог, — потрібні нам будуть тільки бідні, кульгаві, сліпі, недужі. Їм-то доручений цей перевіз, вони-то пересилають багатство на небо, вони-то вводять володарів багатства в спадщину вічних благ, якого так досягнемо і всі ми, благодаттю і людинолюбством Господа нашого Ісуса Христа.

### Ув'язнення
Хрещенням Спасителя пророк Іван завершив своє пророче служіння. Він безбоязно та суворо викривав пороки як простих людей, так і сильних світу цього. Пророк Божий відкрито викривав царя Ірода Антипу за те, що, залишивши законну дружину, дочку аравійського царя Арефи, він беззаконно жив з Іродіадою, дружиною свого брата Пилипа (Лк. 3:19–20, Мт. 14:3–4). За це він незабаром постраждав. Ірод Антипа, (правитель Галілеї, син царя Ірода Великого) наказав посадити пророка Івана до в'язниці. Тобто це сталося у травні 28 року. Згідно з Євангеліями від Матвія та Марка, Івана арештували під час перебування Ісуса в пустині (Мт. 4:12—20, Мр. 1:14). Євангеліст Марко навіть каже, що він був виданий (Мр. 1:14), тобто можливо Іван на той момент був в Айнон біля Салима, отже не на території тетрарха Антипи, а на території вільного міста Скитопіль, що належало до Десятимістя, і тому його не могли там арештувати від імені тетрарха, а схопили і видали Антипі. Він перебував у в'язниці десь 10 місяців. Антипа охоче розмовляв з Іваном і не хотів його смерті (Мр. 6:20). Іван же почув у той час про справи Ісуса і послав до нього своїх учнів із запитанням, що пересвідчитися про справи Його «Чи Ти Той, Хто має прийти, чи чекати нам Іншого?» (Мт. 11:2–3). Ірод Антипа утримував Івана у Махероні — фортеці яку побудував Александр Яннай на березі Мертвого моря.
За іншим свідченням Йосипа Флавія, основною причиною ув'язнення Івана була його діяльність, його вплив на маси (Йосип Флавій, Юдейські старожитності, гл. 18. 5.2), що загрожували Антипі.

### Бенкет Ірода, танокСаломіїта страта Івана Хрестителя

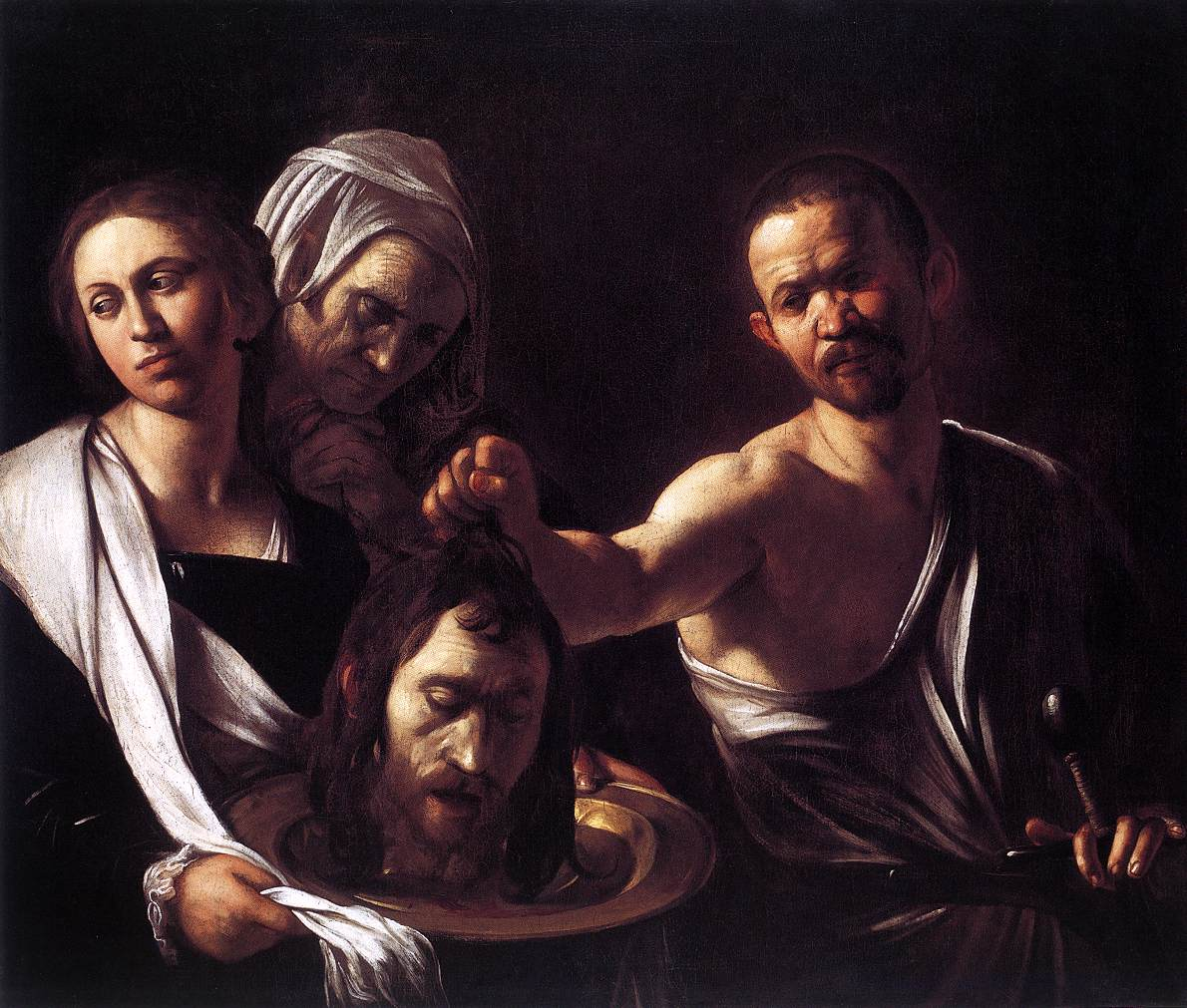
Саломія з головою Івана (1607) Караваджо

У день свого народження Ірод Антипа влаштував бенкет, на який з'їхалося багато знатних гостей. Дочка Іродіади, своїм танцем під час бенкету до того догодила Іродові та гостям, що цар із клятвою обіцяв їй дати все, чого не попросить вона, навіть до половини свого царства (Мр. 6:23). Танцівниця, за намовою матері, негайно ж попросила дати їй на блюді голову Івана Хрестителя. Ірод боявся гніву Божого за вбивство пророка, якого сам раніше поважав і слухався (Мр. 6:20). Боявся він і народу, який любив святого Предтечу. Вельми засмучений від такого прохання, він, одначе, не зміг порушити дану ним при гостях клятву і послав стража в темницю, який відітнув Івану голову, віддав її дівчині, а та віднесла голову матері (Мр. 6:25—28). Ім'я дівчини не назване у Євангеліях від Марка і Матвія, проте її ім'я — Саломія, єдина дочка Іродіади, назване Йосипом Флавієм, в його історичному творі Юдейські старожитності. Флавій не пов'язує її із стратою Івана Хрестителя. Часом смерті Івана Хрестителя вважається кінець літа — 29 серпня і відзначається як католицькою, так і православною церквами як день усікновення голови Івана Хрестителя.

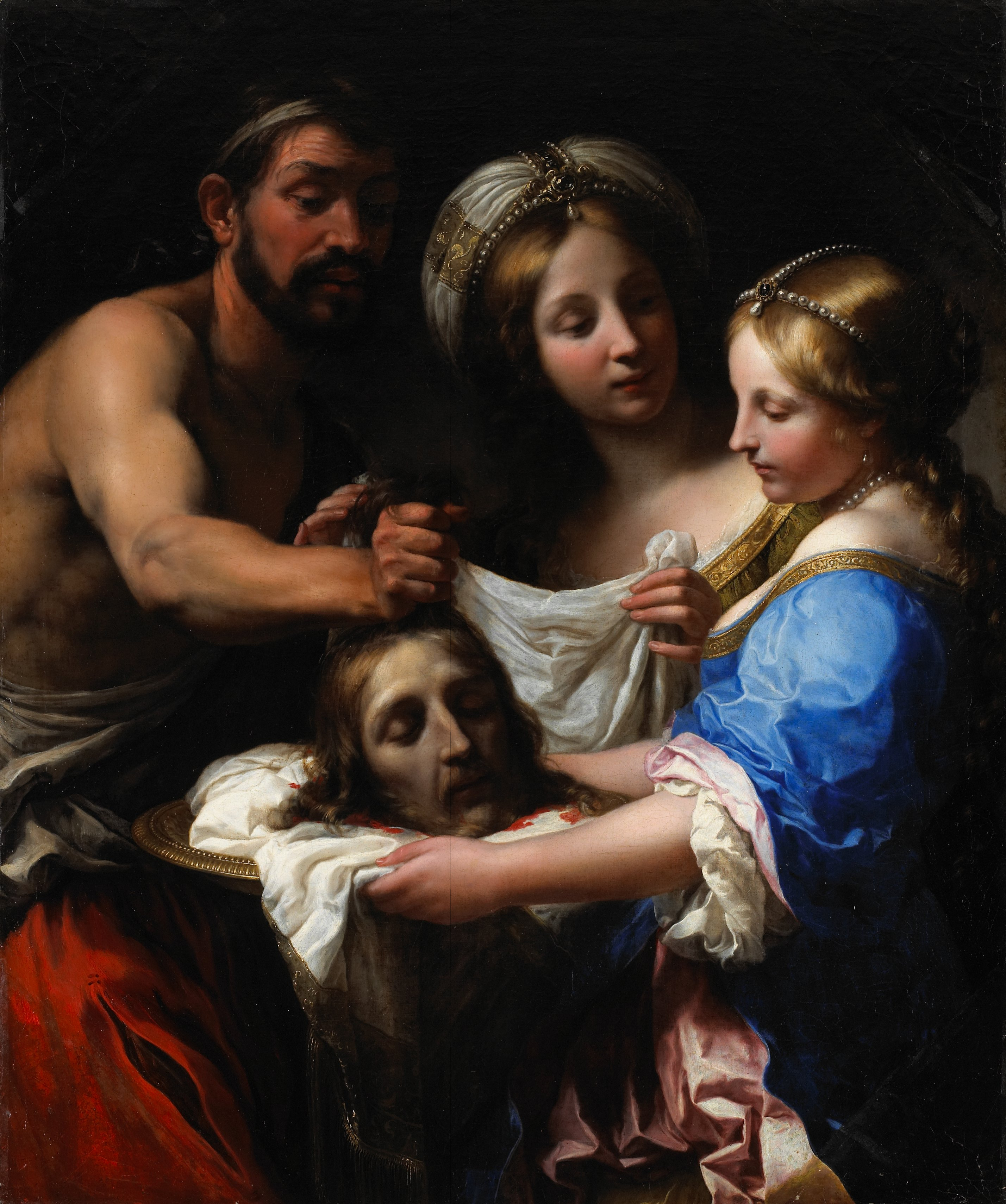
Саломеї дарують голову Іоана, 1670-ті Onorio_Marinari

Іродіада попроколювала язик пророка голкою і закопала його святу голову в нечистому місці. Але благочестива Іоанна, дружина домоправителя Іродова Хузи, поховала святу голову Івана Хрестителя на Елеонській горі, де в Ірода була власна ділянка землі. Святе тіло Івана Хрестителя взяли тієї ж ночі його учні і поховали у Севастії, там, де відбулося злодіяння. Після вбивства святого Івана Хрестителя Ірод продовжував правити ще певний час. Понтій Пілат, правитель Юдеї, посилав до нього зв'язаного Ісуса Христа, над Яким він насміявся (Лк. 23:7–12).
Суд Божий відбувся над Іродом, Іродіадою і Саломеєю ще при їхньому земному житті. Саломея, переходячи взимку річку Сикоріс, провалилася під лід. Лід здавив її так, що вона висіла тілом у воді, а голова її перебувала над льодом. Подібно тому, як вона колись танцювала ногами по землі, тепер вона, немов танцююча, безпомічно смикалася в крижаній воді. Зрештою гострий лід перерізав шию. Труп її не знайшли, а голову принесли Іроду з Іродіадою, як колись принесли їм голову святого Івана Предтечі. Аравійський цар Арета в помсту за безчестя своєї дочки пішов війною проти Ірода. Зазнавши поразки, Ірод піддався гніву римського імператора Кая Калігули (37—41) і був разом з Іродіадою засланий в ув'язнення.
Іван Хреститель, якого ще називають Предтечею, своїм суворим способом життя дав взірцевий приклад богопосвятного життя. Він закликав людей до покаяння, кажучи: «Слідом за мною іде сильніший від мене, що Йому я недостойний, нахилившись, розв'язати ремінця Його сандалів. Я вас хрестив водою, а Він хреститиме Святим Духом» (Мр. 1:7–8).

## Свята
Серед інших святих Іван Хреститель має найбільшу пошану — протягом церковного року на його честь відзначається аж шість дат. Празник зачаття, різдва, усікновення голови, перше і друге знайдення голови, третє знайдення голови і собор після празника Богоявлення.

### Український фольклор
Різдво святого Івана Хрестителя, яке святкується 24 червня, — найбільше з усіх свят на його честь. Це християнське свято збіглося зі святом Купала, яке святкувалося у час літнього сонцестояння 21–23 червня у дохристиянські часи. Професор Степан Килимник так писав про празник, який в народі отримав назву Івана Купала: «Найвище, найвибуяліше свято, яким закінчується літній сонячний цикл річних календарних дохристиянських свят, — це свято молоді, хлопців та дівчат — Купало або Купайло, що з часом, після прийняття християнства, з'єднали із святом церковним — народженням Івана Хрестителя. Тому й носить це свято подвійну назву — Івана Купала. Купальська обрядовість та пісні належать, як гаївки та коляди, до найдавніших часів, до первісних поезій та ритуалів на честь життєподателя — сонця».
У різні часи Церква намагалася побороти язичницькі традиції у святкуванні Різдва Івана Хрестителя. Адже чимало християнських свят зуміли поєднати в собі християнські і автентичні традиції. От тільки не треба забувати, що 24 червня народився святий Іван — визначна і героїчна особа юдейського епосу, останній зі старозавітних пророків і перший з Христових апостолів. «Він буде великий в очах Господніх», — сказав ангел Господній Івановому батькові Захарії ще до народження довгоочікуваного сина. І справді, його життя стало безперервним ланцюгом героїзму, жертви і покути. Він пройшов випробування у пустелі, він проголосив світові про близькість Божого царства, про появу Месії, він хрестив Ісуса в Йордані, він не боявся картати фарисеїв та царський дім за гріхи і поклав свою голову за Христа.
29 серпня — усікновення голови Івана Предтечі (Усікновення, Головосіки). Строгий піст.
За народною традицією цього дня не можна різати ножем, навіть брати в руки щось гостре. Якщо різати капусту цього дня, може виступити кров. Із села в село переходила легенда про те, як жінка, зрізавши капустину, побачила голову своєї дитини. Якщо господиня варила на Головосіки борщ, то овочі чистила і кришила завчасно. Хліб теж нарізався завчасно.

## Мощі
За відважне проповідування і напоумлення навіть найбезбожнішого царя Ірода Іванові відрубали голову, яку християни дуже вшановують. Частина його святих мощей похована у Севастії. Цар Ірод Антипа наказав на бажання дочки Іродіяди Саломії під час бенкету відрубати голову св. Іванові Хрестителеві. Аж через 300 літ відкопали її в полі за Божим об'явленням два монахи. Це було першим віднайденням голови св. Івана Хрестителя.
Потім монахи передали її на зберігання вбогому гончареві. Врешті цей скарб один єретицький священник залишив у печері в Емесі. Згодом у тій печері поселилися правовірні ченці. Їхньому ігуменові Маркелові уві сні явився св. Іван і сказав: «Бог дарує вам мене», вказавши, де шукати голову. Так відбулося друге віднайдення голови св. Івана Хрестителя.
Багато місць у світі претендують на володіння реліквіями Івана Хрестителя. Наприклад фрагмент його голови зберігається у Римі в церкві Сан Сільвестро ін Капіте, ще один фрагмент є у Ам'єнському соборі, куди його приніс у 1204 році тодішній володар Пікіньї Валон де Сартон як здобич під час Четвертого хрестового походу з Константинополя. Також мечеть Омаядів претендує на володіння голови Івана Хрестителя.
У 2010 році при розкопках монастиря на острові Святого Івана поблизу берегів Болгарії знайдено релікварій з підписом мощей Івана Хрестителя. У коробці знайдені зуб та кістки руки, стопи та щелепи. Болгарські археологи приписують появу цих реліквій Івана Хрестителя на острові у IV столітті з Константинополя. Вчені з Оксфордського університету показали, що ці кістки, знайдені на цьому болгарському острові, могли належати біблійному герою Івану Хрестителю. Проведений радіовуглецевий аналіз показав, що кістки належали людині, що жила в першому столітті нашої ери. Аналіз ДНК також підтвердив вік кісток — нуклеїнова кислота несла характерні сліди деградації. З 1673 року срібна скринька з кісткою правої руки Івана Хрестителя зберігається в каплиці бережанського замку (Бережани, Тернопільська область). Згідно з легендою, туди вони потрапили з Антіохії (нині місто Антакіе в Туреччині), куди їх свого часу доставив апостол Лука.

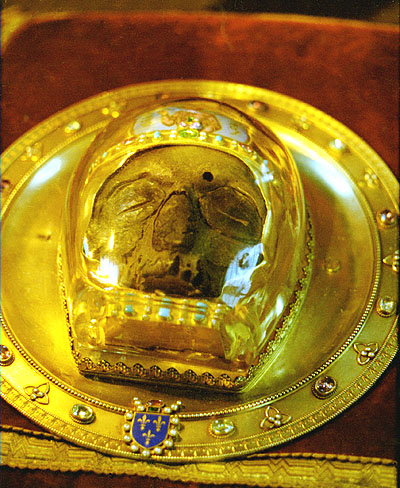
Реліквії у Ам'єні
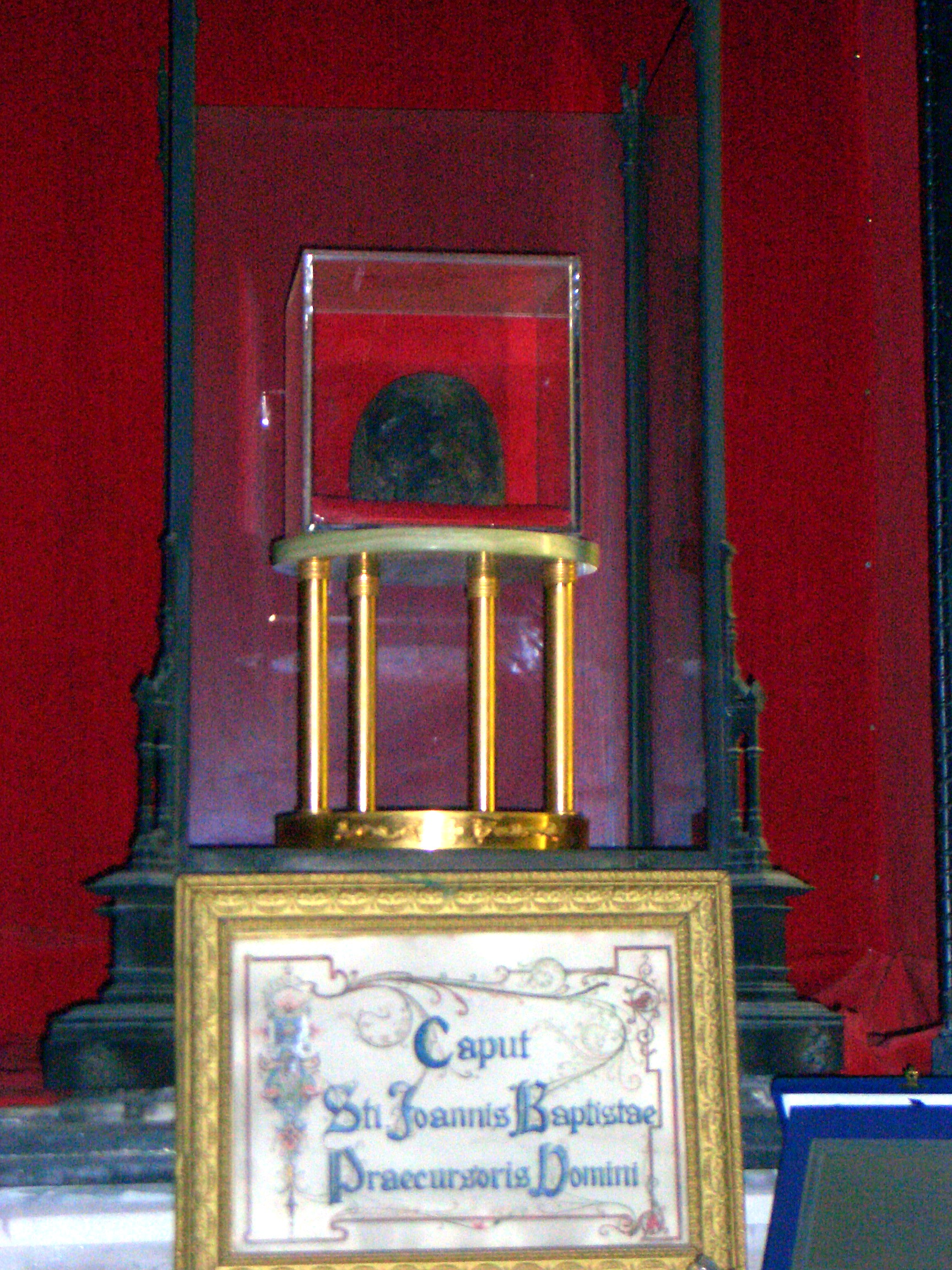
Мощі у церкві Сан Сільвестро ін Капіте
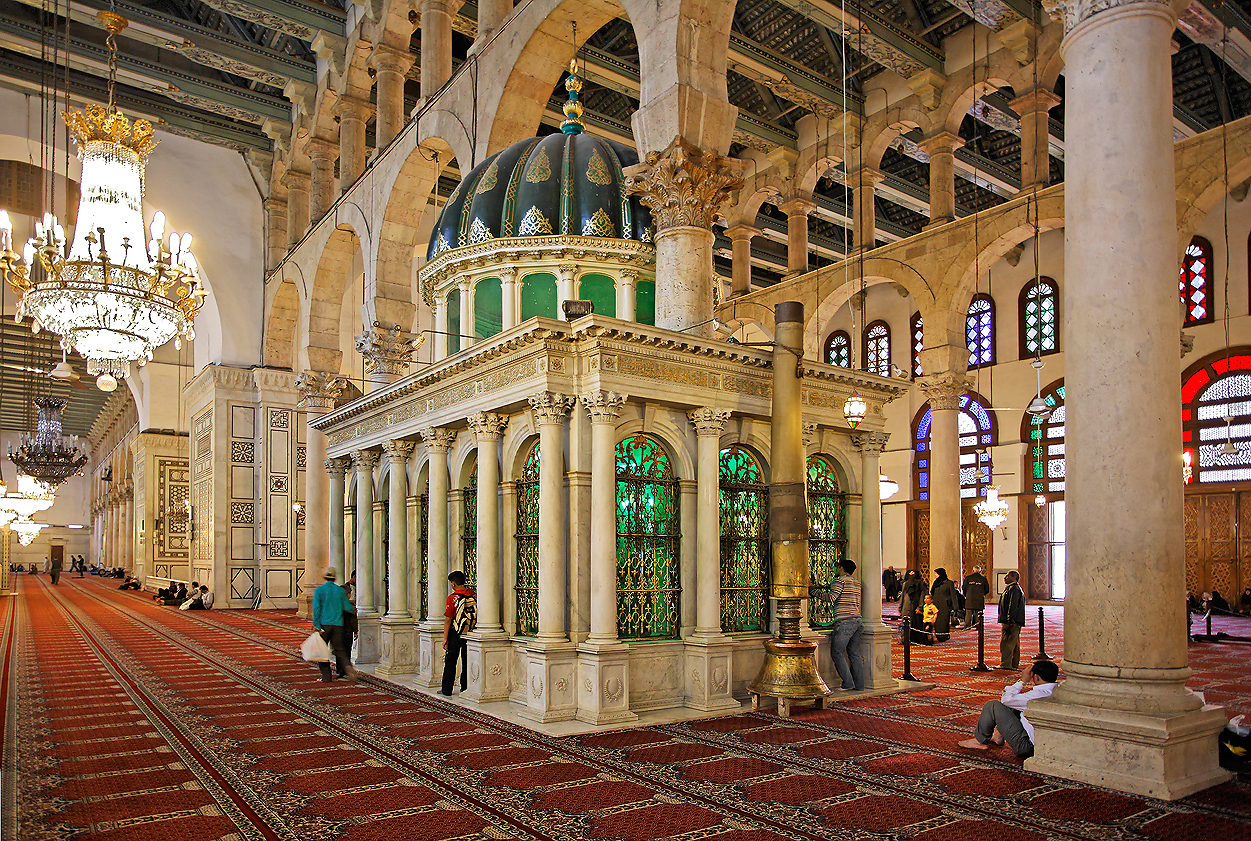
Храм Іоанна Хрестителя в мечеті Омейядів, де нібито зберігається глава Іоанна

## Храми
Серед відомих храмів святого Івана Хрестителя — кафедральні собори у Варшаві та Перемишлі, храми у Львові та Ізяславі.

## В ісламі

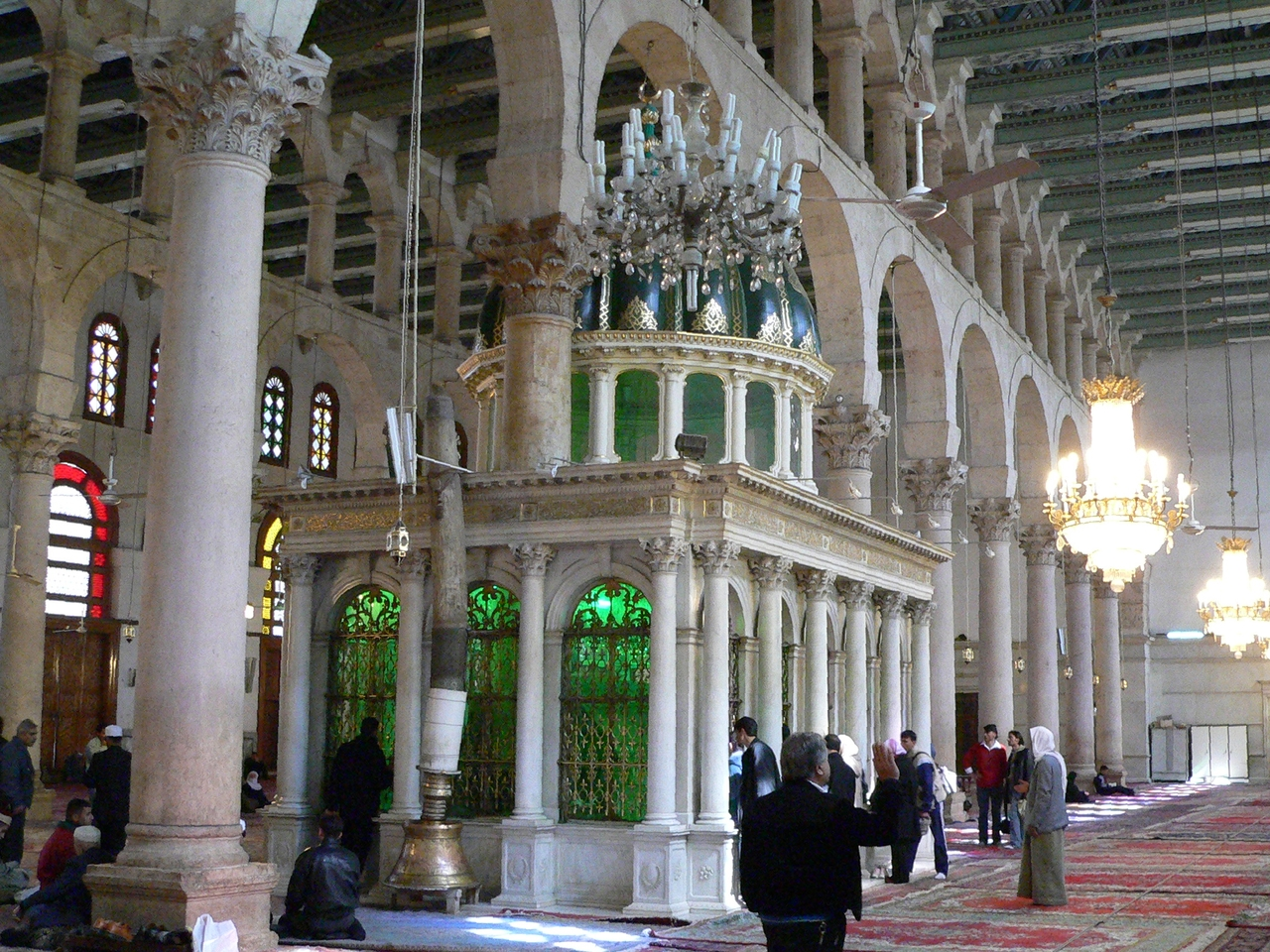
Місце поховання голови Ях'ї в Омеядській мечеті Дамаска

Мусульмани також вшановують Івана Хрестителя під іменем Ях'я. Їх передання розповідають про життя Ях'ї. Він був першим, хто передбачив посланницьку місію Іси (Ісуса Христа), увірував у нього та допомагав йому. Юдейський цар Ірод спочатку добре ставився до Ях'ї. Потім він задумав одружитися з дочкою свого брата (чи з дочкою своєї дружини від попереднього шлюбу) і зажадав, щоб його шлюб скріпив Ях'я. Однак той відмовився визнати шлюб Ірода з дівчиною, сказавши, що це є забороненим (харам). За це його зненавиділа мати дівчини, яка стала вимагати страти Ях'ї. Ірод наказав відтяти йому голову. Таким чином, Ях'я, якому тоді було близько тридцяти п'яти років, прийняв мученицьку смерть в ім'я віри.
Мусульманське передання особливо наголошує на мотиві киплячої крові Ях'ї — вона кипіла на блюді з його головою і на його могилі.
Післякоранічні передання включають як християнські матеріали, так і деякі передання мандеїв, що також особливо вшановують Івана Хрестителя.

## Патрон
- Україна: Поморяни, Берестечко
- Іспанія: Саррія
- Італія: Турин
- Канада: Квебеку (24 червня — свято Квебеку)
- Португалія:

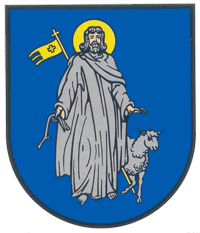
Герб Поморян.

  - муніципалітети: Алкошете, Алмада, Віла-Нова-де-Гайя, Лорінян, Моймента-да-Бейра, Понте-да-Барка, Резенде, Сінфайнш, Томар, Фігейро-душ-Вінюш
  - парафії: Райва, Сан-Жуан-де-Вер, Сан-Жуан-де-Лоре
- Сан-Марино: Сан Джованні сотто ле Пенне
- Зцілення від головного болю. Влаштування долі дітей. Благословення врожаю та всіх, хто працює на землі. Освячення пасіки.

## Див. також

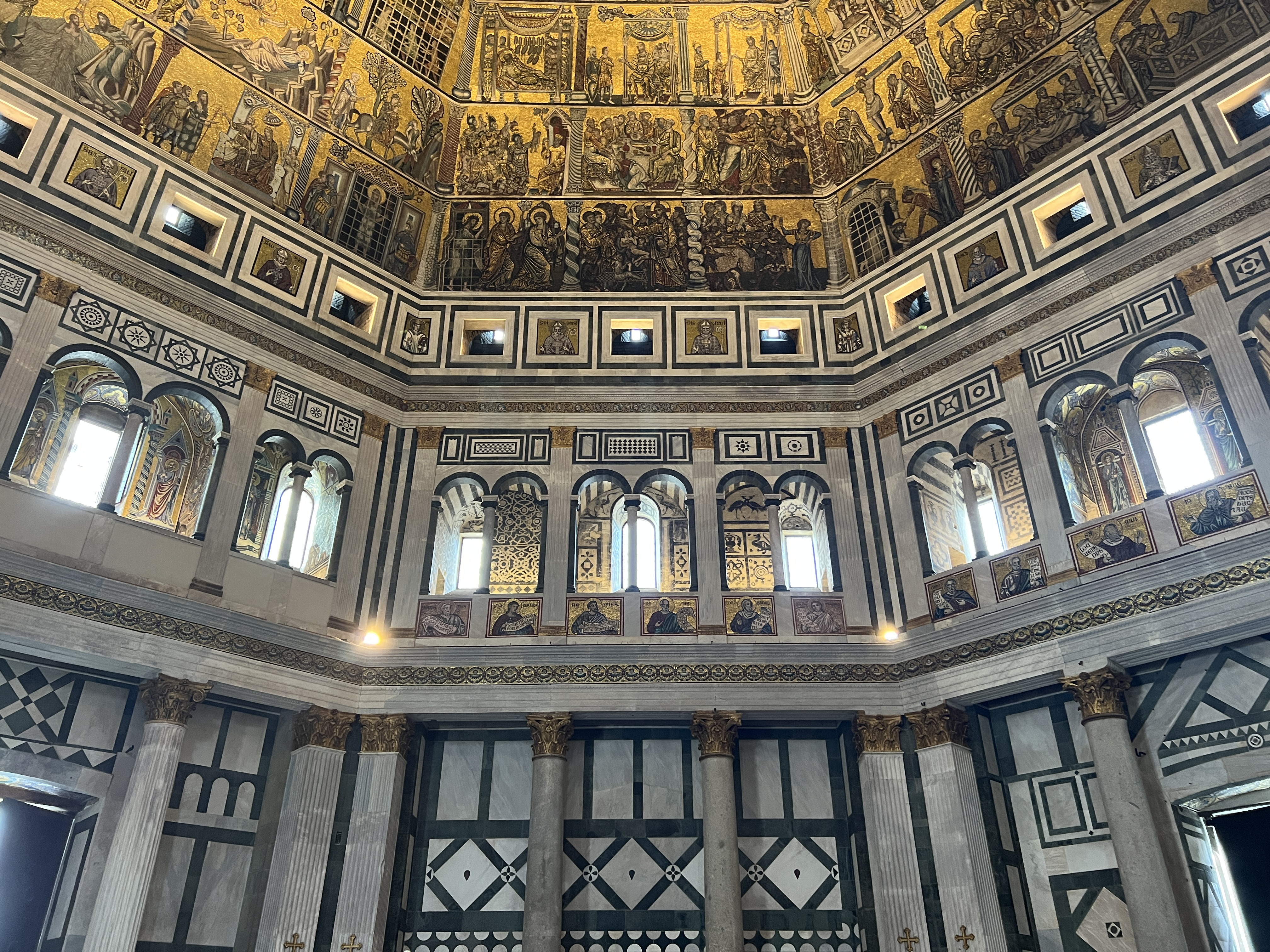
Інтерьєр Флорентійського баптистерія (Флоренція)